# Krim
För andra betydelser, se Krim (olika betydelser).

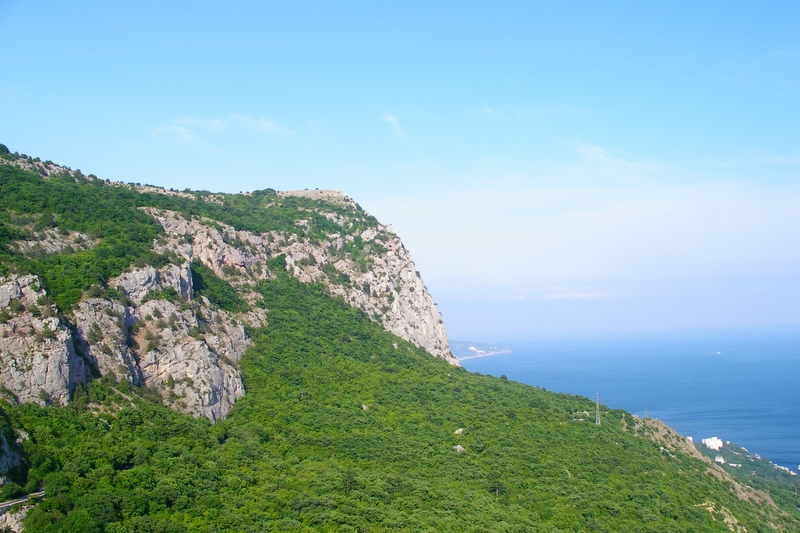
Krimbergen med Svarta havet i bakgrunden.

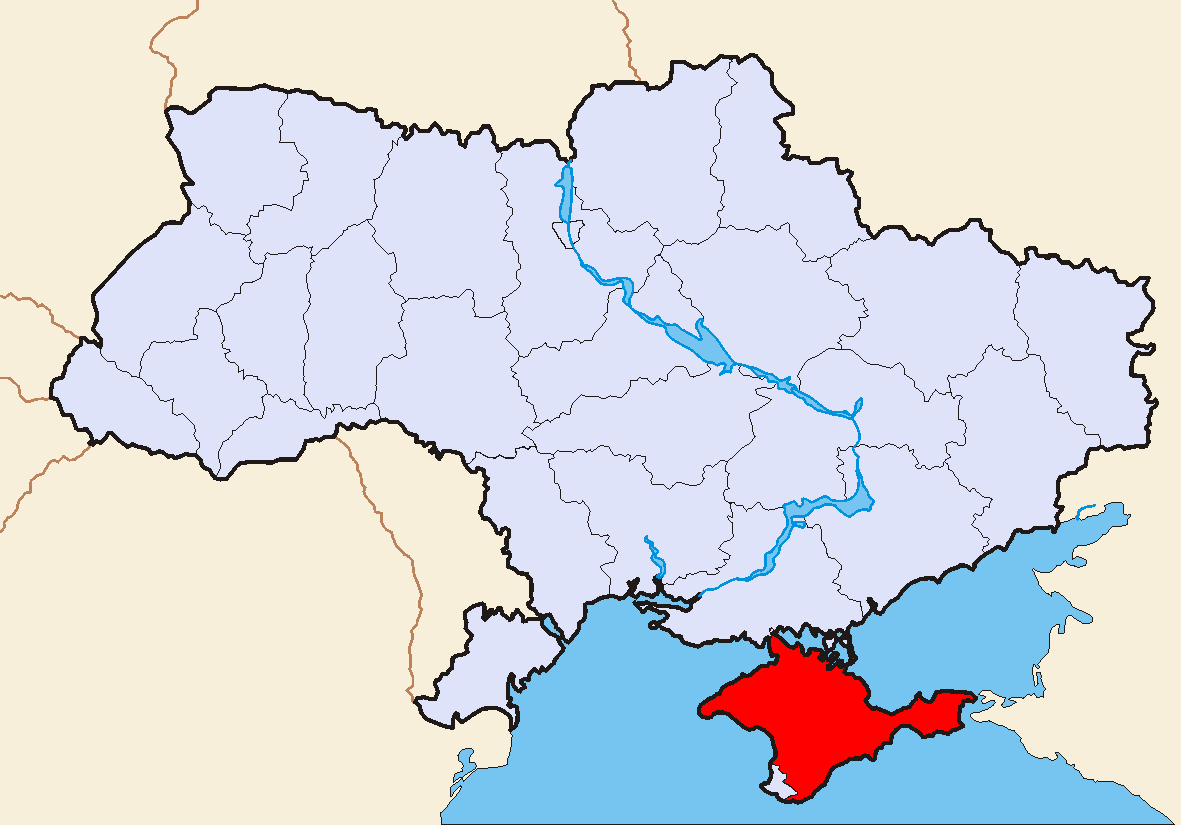
Republik i Ukraina

Krim (krimtatariska: Qırım; ryska: Крым, Krym; ukrainska: Крим, Krym) är en halvö vid Svarta havets norra kust. Den är en del av Ukraina sedan landets självständighet 1991, men ockuperas av Ryssland sedan Krimkrisen 2014.  
Halvön omfattar cirka 25 500 kvadratkilometer med omkring 2,3 miljoner invånare (2005). Huvudstad är Simferopol. Andra större städer är Sevastopol, Kertj, Jevpatorija, Jalta och Feodosija. 
Halvön omgärdas i väster och söder av Svarta havet, i öster av Azovska sjön. Den förbinds med fastlandet i norr via ett smalt näs. Landskapet domineras av de ner mot sydkusten brant sluttande Krimbergen i söder, med en bördig kustremsa mellan dem och havet, samt ett flackt stäppland i norr. Krims viktigaste näringar är turismen, i flera badorter på sydkusten, samt jordbruk och industri, med produktion av bland annat vin, frukt och tobak, och därtill järnmalmsbrytning.
Grekiska kolonier grundades på 600-talet f.Kr. på halvöns sydkust och blev grunden för det bosporanska rike som kom att bestå genom antiken. Under medeltiden behärskades norra Krim av olika nomadiska folkslag, medan Bysans av och till var i besittning av kuststäderna. Efter mongolernas ankomst till halvön på 1200-talet upprättades Krimkhanatet, som senare blev en vasallstat under Osmanska riket. De krimska khanerna besegrades på 1700-talet av ryssarna, som tog halvön i besittning. Mellan 1854 och 1856 utkämpades Krimkriget mellan Ryssland och en koalition bestående av Storbritannien, Frankrike och Osmanska riket.
Efter Sovjetunionens bildande hörde Krim först till den ryska delrepubliken, men halvön, utom Sevastopol, överfördes till Ukrainska SSR 1954 och förblev ukrainskt vid landets självständighet 1991. Halvön har sedan dess politiskt bestått av två delar – den autonoma republiken Krim (med säte i Simferopol) samt det centralstyrda Sevastopol. Ryska federationen hyrde fram till 2014 flottbasen i den senare, i ett 50-årigt avtal som löper ut 2042. Både Sevastopol och Autonoma republiken Krim som kort innan, av det regionala parlamentet i Krim, hade ombildats till Republiken Krim, inlemmades mars 2014 de facto i Ryska federationen, efter militär ockupation från ryska och proryska styrkor och en folkomröstning som internationellt endast accepterats av Ryssland och ett fåtal andra länder.

## Etymologi
Det finns flera teorier om etymologin till namnet Krim. Namnet på halvön antas ha kommit från den ort som idag kallas Staryj Krym, "Gamla Krim", vilken var Gyllene hordens huvudort på Krim, och varifrån betydelsen sedan utvidgats till att syfta på hela halvön. 
En teori härleder namnet från det turkspråkiga ordet kyrym för "vall" eller "vallgrav", möjligen som en översättning av grekiska τάφρος, "dike", vilket ursprungligen var namnet på Perekop. Vidare tyder Solcati, det italienska namnet för staden Staryj Krym, på en översättning, då det betyder "diken". Namnet kan senare ha förstärkts av grekiska κρημνός, "stup", och/eller arabiska كريم, karim, "generös".
Andra varianter härleder namnet från det mongoliska eller tatariska ordet kerim, "fästning", från krimtatariska qrym, "klippa", eller från namnet på kimmerierna, den folkgrupp som levde på halvön på 700-talet f.Kr. Den nuvarande namnformen qırım kan även översättas som "min kulle" på krimtatariska (qır, "kulle", och suffixet -ım, "min").
Grekerna kallade under antiken Krim för Chersonesos Taurike, "Tauriska halvön", i kortform Tauris eller Taurida, på latin Taurica, vilket gett upphov till namnet Taurien om regionen.

## Geografi

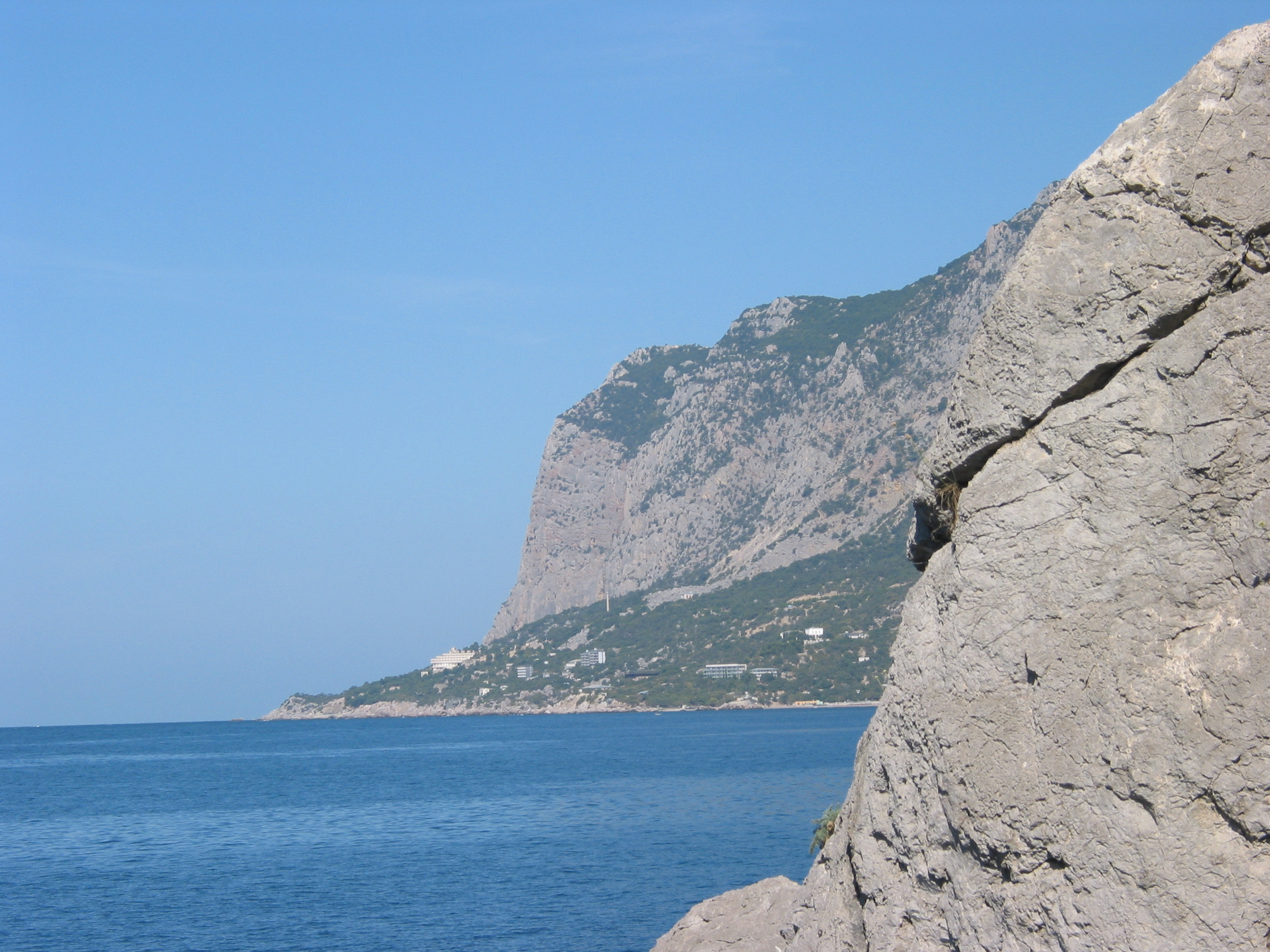
Jajlabergens branta sluttningar ner mot Svarta havet.

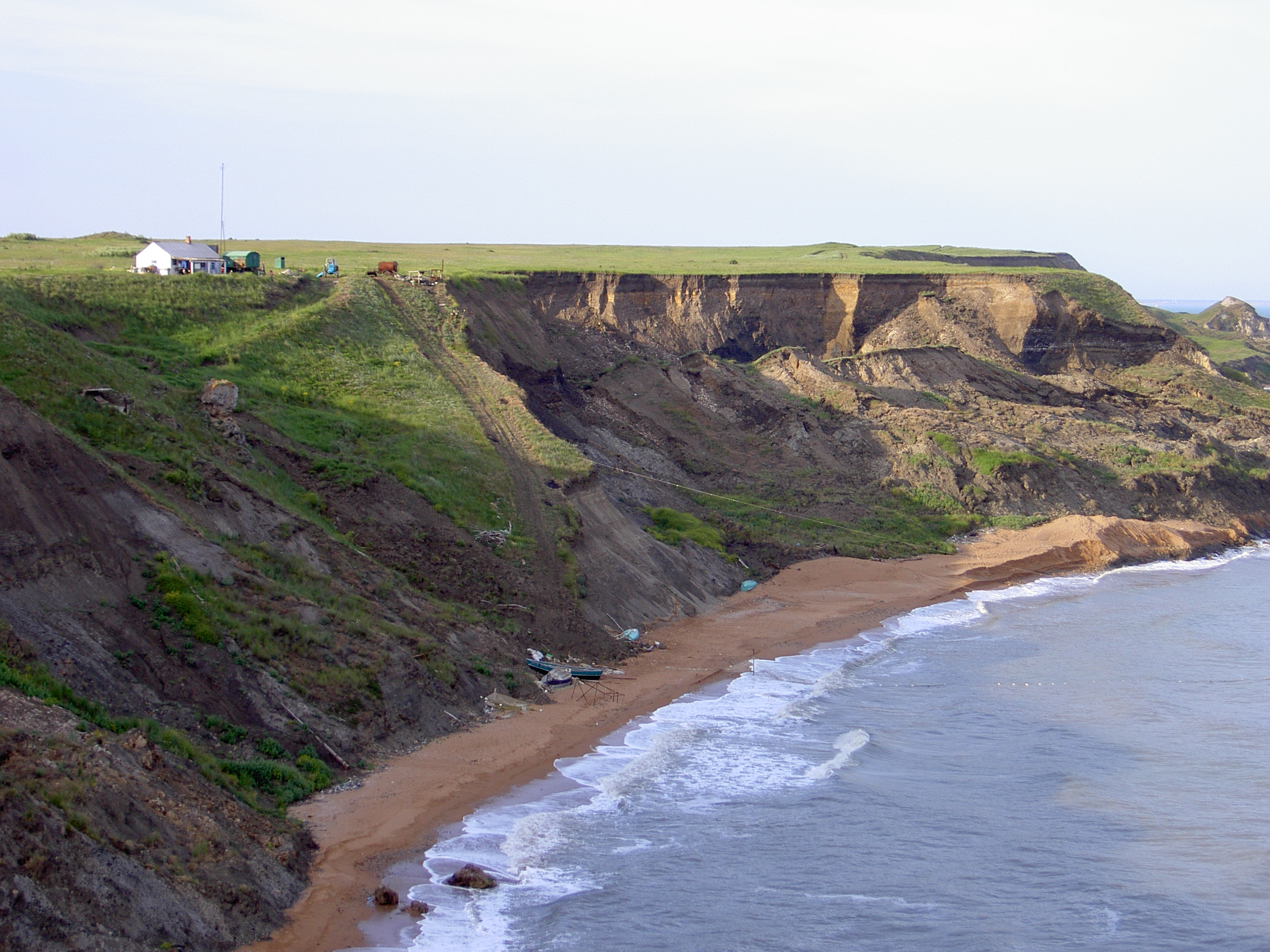
Eroderande kust på sydostligaste Kertjhalvön.

Krimhalvön skjuter ut ifrån det ukrainska fastlandet på Svarta havets nordkust. Den avgränsas i väst och syd av Svarta havet och i nordöst av Azovska sjön. Den har rombliknande form, och sträcker sig omkring 321 kilometer i öst-västlig riktning mellan koordinaterna 44° 23' och 46° 10' N samt omkring 177 kilometer i nord-sydlig riktning mellan 32° 30' och 36° 40' Ö. Den har en yta på mellan 25 500 och 27 000 km², beroende på mätning. Kusten är omkring 1000 kilometer lång. Av ytan upptas ungefär 72 % av fält, 20 % av bergsland och 8 % av sjöar eller annat vatten.
I nordväst skiljs Krim från fastlandet av Karkinitviken. Halvön förbinds i norr (till oblastet Cherson på fastlandet) via det 5 till 8 kilometer breda Perekopnäset. Öster om Perekop och åt sydöst längs med kusten sträcker sig Syvasj, känt som ”ruttna havet”, en stor, grund lagun omgiven av ett system av grunda bukter och våtmark såsom en förlängning av Azovska sjön öster därom, skilt från den senare genom sandlandtungan Arabat. Den östligaste förlängningen av Krim är Kertjhalvön, mellan Azovska sjön i norr och Svarta havet i söder, som avslutas i det 4 till 40 kilometer breda Kertjsundet (eller Yenikalesundet), Azovska sjöns utlopp i Svarta havet, mittemot den ryska Tamanhalvön. Halvöns sydligaste spets utgörs av udden Sarytj. Krims sydvästkust utgörs av Kalamitabukten. Den västligaste punkten är udden Tarchankut.
I söder går de skogklädda Krimbergen, stora plattoppade kalkstensklippor, som sträcker sig från sydöstkusten 8–12 kilometer inåt land. Hela bergsområdet sträcker sig som mest ungefär 55 kilometer in från kusten. Bergen börjar vid Krims sydvästligaste punkt, Kap Fiolente (antikens Parthenium, på vars spets det Artemistempel där Ifigenia tjänstgjorde som prästinna sägs ha legat), för att gå mot nordöst och snabbt nå höga höjder innan den senare långsamt tonar bort strax innan Kertjnäset. Dessa berg skyddar den sydliga kuststräckan mot nordliga vindar.
Den yttersta kedjan, Jajlabergen, reser sig abrupt från ett av Svarta havets djupaste områden strax utanför kusten (som mest 2000 meter under havsytan) till en höjd av 600 till 750 meter. Den högsta toppen är Roman-Kosj på 1545 meter över havsytan; näst högsta toppar är Demirkapu (eller Kemal-egherek) på 1536 meter, Tjatyrdag på 1527 meter och Lapata på 1406 meter. Bakom den huvudsakliga bergskedjan finns också flera mindre parallella kedjor. Den första av dessa bakom Jajla uppgår till mellan 450 och 580 meter. Denna den andra kedjan har liksom den första brant stupande klippor mot sydöst men endast svaga sluttningar åt nordväst; i de förra finns tusentals små grottor där människor tros ha levt sedan paleolitikum. Flera mindre vattendrag korsar landskapet i raviner. En räcka mindre åar kastar sig, speciellt aktivt under vårfloden, utför bergens sluttningar, däribland Tjernaja, Belbek, Katja och Alma ner i Svarta havet, samt Salghir med dess biflöde Karasu ("svart vatten" på krimtatariska) i Syvasj. Bördiga dalar korsar bergen och skiljer de olika kedjorna åt; en 16–19 kilometer bred dal skiljer den första bergskedjan från den andra och en annan 3–5 kilometer bred dal skiljer den andra från den tredje, som reser sig 150 till 250 meter. En fjärde, lägre kedja kan anas i sydväst. I de högsta delarna av dessa berg finns flera plana bergsbetesmarker, genomkorsade av en mängd bergspass. Under vintern täcks många av topparna i snö, men denna når sällan söder om dem.
Bortsett från bergsområdet i söder består landskapet på Krim till 75 procent av låglänt och flack stäpp, en sydlig fortsättning på den pontiska stäppen, med ringa ytvatten. Klimatet där är tempererat och torrt, med varma somrar och kalla vintrar samt låg nederbörd. Sträng blåst är vanligt, liksom, på vintern, snöstormar och frost. Under tidig vår är de norra stäpperna rika på gräs och liljeväxter, men under juli och augusti torkar den mesta växtlighet bort, och luften fylls av dammoln. Stora delar av norra halvön är saltimpregnerade, och saltsjöar är vanligt förekommande (uppåt 400 stycken, de största söder om Perekop); i dessa områden växer mycket lite annat än malörter och sodaörter. På sydvästkusten finns två sjöar: Sasyk och Donuzlav. Kustområdena mot Svarta havet, undantaget den bergiga sydkusten, och framför Azovska sjön, kännetecknas av smala, sandiga landtungor som skjuter ut i vattnet; den största av dessa är Arabat, som skiljer vattenområdet Syvasj från Azovska sjön, och som är runt 120 kilometer lång men i genomsnitt endast 8 kilometer bred.
Nederbörden på halvön är generellt låg, med något mer i bergstrakterna i söder än i norr, och den varierar även kraftigt från år till år. Klimatet är betydligt torrare och generellt svalare på stäppen i norr än i bergen och kustlandet i söder. Medeltemperaturen i regionen norr om bergsområdet ligger i januari på +1-2 °C, i juli på +24 °C; på sydkusten är medeltemperaturen i januari +4 °С, i juli +24 °С. Halvön har ungefär 150 mindre vattendrag som vanligen torkar ut under sommaren. För att minska vattenbristen byggdes under den sovjetiska tiden en kanal från floden Dnepr men den täcker inte hela behovet. Den största naturliga floden är Sagir som mynnar i lagunen Syvasj. På Kertjhalvön och i några andra regioner förekommer saltsjöar.
Den smala remsan mellan Jajlabergen och havet, mellan det sydligaste Sarytj till Feodosija i nordöst, domineras av kuperad terräng fylld av bördig grönska. Klimatet där är milt medelhavsklimat med varma somrar och milda vintrar, där sommarvärmen mildras av brisen från havet; under mars, april och maj förekommer tjocka dimmor. På hela Krim kan under januari och februari ett fåtal dagar med frost förekomma.
Vingårdar, tobaksodlingar och fruktodlingar samt fiske, gruvdrift och framställning av eteriska oljor ur växter för främst parfymtillverkning är viktiga näringar i regionen. Bland annat produceras det mousserande vinet Krimsekt, även kallat ”rysk champagne”, som blivit ett känt märke och en viktig exportprodukt.
Krims sydkust kallas stundom "Ryska rivieran" och hyser många bad- och kurorter med mineralrika källor. Flera städer ligger längs kusten, däribland Alupka, Jalta, Gurzuf, Alusjta, Sudak och Feodosija (av dessa är speciellt de fyra första mycket viktiga turistorter). Vidare finns där flera krimtatariska byar, moskéer, kloster, ryska palats för tsarfamiljen och adeln samt antika grekiska och medeltida bysantinska befästningar. Under Sovjettiden var regionen ett semesterparadis (se rubriken Turism). 
Krims kustlinje bryts av flera bukter och naturliga hamnar. Dessa ligger vid kusten mot Karkinitviken väst om Perekop, i sydväst vid Kalamitabukten, med hamnarna i Jevpatorija och Sevastopol, vid Arabatbukten på nordsidan av Yenikalenäset (eller Kertjnäset), som förbinder Kertjhalvön med resten av Krim, samt vid Feodosijabukten (eller Kaffabukten) på sydsidan av Yenikalenäset med bland andra hamnen i Feodosija.
Bland mineralförekomster märks fosforrik järnmalm vid Kertj samt fältspat och salter och även porfyr, kalksten (och ur denna utvecklad marmor), olja, kol, naturgas, koppar, mangan, bly och diorit. Den brytbara berggrunden utgörs av 250 lager om 27 olika mineraler.

### Flora och fauna
Vegetationen är subtropisk med cypresser, pinjer, hassel och andra nötträd, lager, mullbär, fikon, oliver och granatäpplen, och där magnolia, oleander (rosenlager), tulpanträd, begonia, myrten, kamelia, mimosa och många fruktträd odlas i det fria, samt med skogar av ek, björk, alm, gran, tall och andra barrväxter på de högre bergssluttningarna. Totalt finns på Krim uppemot 2700 arter vilda växter.
Fram till 2007 etablerades 6 större naturskyddsområden, 29 mindre reservat och 102 enskilda naturminnen. En skyddazon vid Karkinitviken fick på grund av många häckande svanar namnet svanöarna. Typiska däggdjur i stäpparna är hardjur, olika gnagare, rävar och små arter av släktet Mustela som iller. Fägellivet i stöppen kännetecknas av lärkor och falkfåglar. I bergstrakterna huttas rådjur, större mårddjur, rävar och olika fladdermöss. Vargens population på halvön dog ut under senare 1900-talet. Känneyecknande för den branta och klippiga kusten är ödlor, skorpioner, fladdermöss, svalor, skrattmås och olika örnar.
Fisket är viktigt längs kusterna; bland fiskar märks röd och grå multe, sill, makrill, piggvar, tungefiskar, rödspätta och andra plattfiskar, vitling, braxen, kolja, sardin, gädda, skarpsill, ål, lax och stör.

## Historia

### Antiken

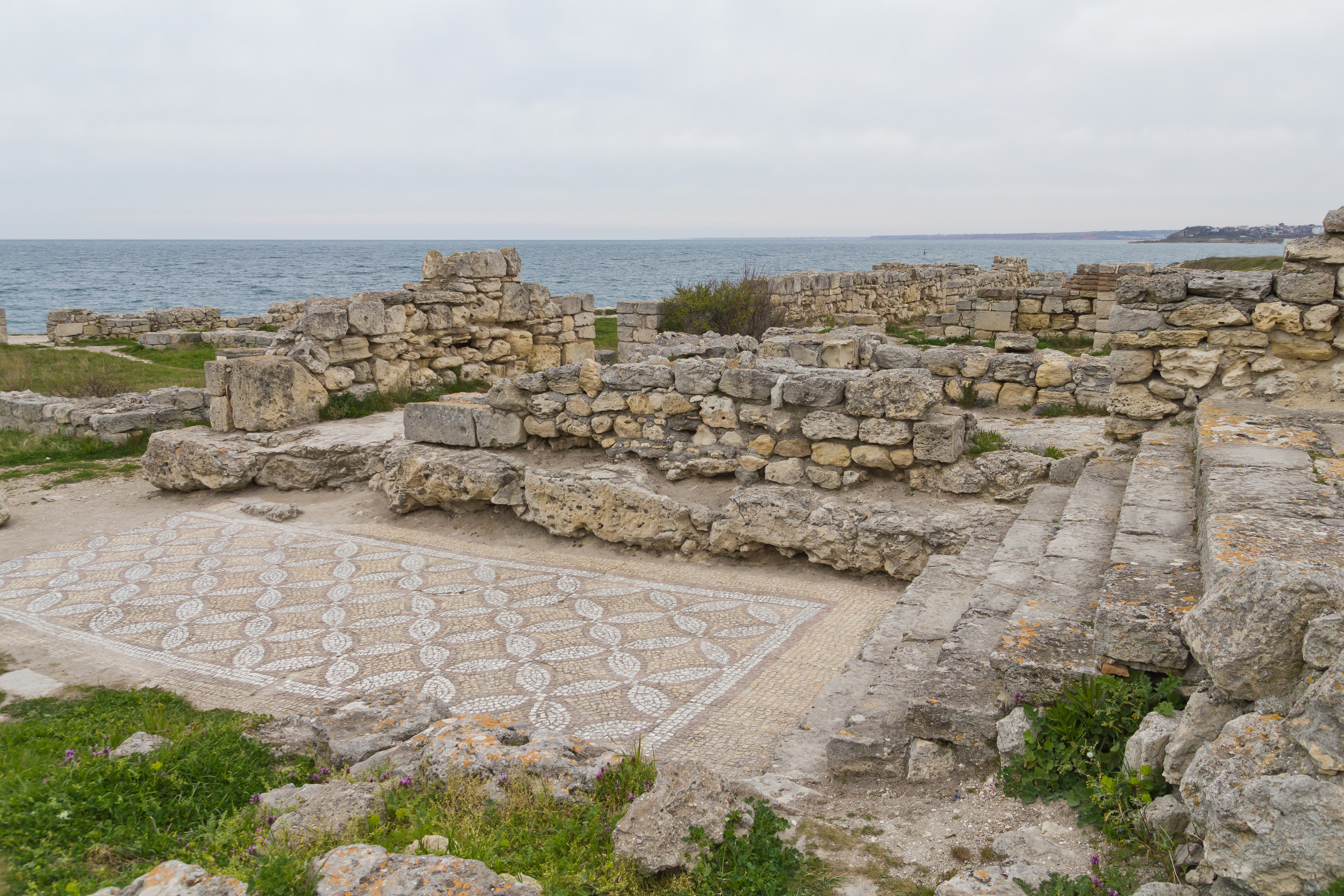
Ruinerna av den grekiska kolonin Chersonesos vid Sevastopol.

Paleolitiska boplatser har påträffats, såsom grottan Kiik-Koba. De indoeuropeiska kimmerierna tros ha bebott halvön från 700-talet f.Kr. men de fördrevs av skyterna på 600-talet f.Kr. En liten grupp kimmerier som tog skydd i bergen levde dock kvar och blev senare kända som taurierna. Från skyterna finns bevarade ett flertal kurganer, gravhögar, som finns utspridda på den krimska stäppen. Under samma århundrade började grekiska kolonisatörer bosätta sig vid kusterna, däribland dorer från Heraklea Pontica vid Chersones (Chersonesos) och joner från Miletos vid Feodosija och Pantikapaion (Panticapaeum; dagens Kertj, vid Kertjsundet, som även kallas Kimmeriska Bosporen).
Halvön enades på 480-talet f.Kr. under de grekisk-skytiska spartokiderna från deras säte i Pantikapaion. År 438 f.Kr. utropade sig arkonten av jonerna till kung över Kimmeriska Bosporen, känt som det bosporanska riket, en stat med handelspolitisk betydelse som behöll förbindelser med Aten och försåg den staden med vete och andra varor. Under 400-talet omnämndes Krim, för första gången, av den grekiske historikern Herodotos såsom "Taurien".
Krims inland var länge fortfarande skytiskt och under 100- och 200-talet f.Kr. flyttades den skytiska statens centrum från Dneprområdet till Krim. På 100-talet gick skyterna under Skiluros och dennes son Palakos i krig mot de grekiska städerna i ett försök att lägga beslag på Krims hamnar. Den siste av de bosporanska kungarna, Pairisades V, satte sig år 114 f.Kr. i protektoratställning under kung Mithridates VI Eupator av Pontos på grund av trycket från skyterna. I gengäld skickade den pontiske härskaren trupper till Krim under generalen Diofantos ledning. År 107 f.Kr. dödades Pairisades i en skytisk resning under Saumakos, och Mithridates kunde efter att ha besegrat skyterna försäkra sin överhöghet på Krim.
Efter Mithridates VI:s död gav år 63 f.Kr. dennes son Farnakes II det kimmeriska kungadömet till Pompejus såsom tack för stödet den romerska republiken gett i Farnakes krig mot sin far. År 15 f.Kr. återställdes området till kungen i Pontos, men ansågs hädanefter vara en romersk tributstat. Efter flera decennier av krig mellan skyter och det bosporanska riket besegrades skyterna år 193 av Sauromates II som även lyckas rensa Svarta havet på pirater.

### Medeltiden
På 100-talet e.Kr. började de första sarmaterna bosätta sig i norra delen av halvön. På 200-talet gick det bosporanska riket under till följd av sarmatiska och alanska påtryckningar. Omkring år 250 e.Kr. hade goter invandrat och Krim blev ett ostrogotiskt lydrike. I söder bosatte sig även en grupp alaner. Goterna på Krim, senare kallade krimgoter, kom att finnas kvar på halvön fram till 1700-talet. År 258 härjades flera kuststäder av gotiska pirater; gotiska sjöräder i Svarta havet och Medelhavet utgick senare från Krim. Bysans expanderade på Krim under 300- och 400-talen, och feodala furstendömen som Theodoro och Eski-Kermen framkom. Hunnerna kom till halvön 376 och förblev där under 400-talet, då de även följdes av spridda grupper khazarer, kumaner samt bulgarer på 500-talet, innan Bysantinska riket i mitten av 600-talet återtog de grekiska kolonierna på den södra delen av halvön.
Under 700-talet besattes delar av halvön av kumaner och petjeneger. På 800-talet besatte khazarer den sydöstra delen av halvön, men dessa fördrevs av kumanerna på 1000-talet. I mitten av 900-talet erövrades östra Krim av Svjatoslav I av Kievriket och området underställdes staden Tmutarakan. År 988 intog Vladimir I den då bysantinska staden Chersones och lät sig senare omvändas till kristendomen där. Bysans återtog åtminstone delar av halvön 1016. Kiptjaker invaderade halvön 1050 och besatte åtminstone delar av den för uppemot två hundra år framåt (den mamlukiske sultanen Baibars ska ha varit antingen kiptjak eller tjerkess och fötts i den kiptjakiska staden Solchat, dagens Staryj Krym, på Krim).
På 1200-talet installerade sig på halvön först venetianer, men dessas kolonier övertogs dock snart av deras rivaler i Genua, vilka etablerade sig i Cembalo (nuvarande Balaklava), Soldaia (nuvarande Sudak) och framför allt i Kaffa (nuvarande Feodosija) och utvecklade där betydande och blomstrande handelscentrum, som bestod fram till osmanernas ankomst år 1475. År 1237 nådde mongolerna halvön och med dem flera mongol-, turk- och tatarfolk. Krim kom ungefär 1402 under Gyllene horden som höll det under senare delen av medeltiden.

### Furstendömet Theodoro
Furstendömet Theodoro även känt som goternas land (Grekiska: Γοτθία) var ett litet furstendöme på Krims sydvästra del. Riket grundades tidigt under 1300-talet och existerade fram tills att de erövrades av de osmanerna år 1475. Dess huvudstad var Doros, men som också kallades Theodoro och som idag är känt som Mangup. Furstendömet var nära allierat till Kejsardömet Trabzon.

### Krimkhanatet

Karta över Krimhalvön från 1776.

Under 1200-talet bosatte sig olika stammar av turk- och mongolfolk, vilka kom att utgöra grunden till vad som idag är krimtatarerna, i de norra och centrala delarna av halvön. Bland dessa turkfolk fanns en liten befolkning judiska karaimer som främst levde kring fortet Çufut Qale (även Qırq Yer). Islam blev Gyllene hordens statsreligion 1313, och året därpå uppfördes en moské i Solchat på Krim. Efter att ha besegrats av Timur Lenk år 1395 försvagades Gyllene hordens inflytande i området. År 1428 kom Haci Giray, en ättling till Djingis khan tillika pretendent till Gyllene hordens tron, till Krim från sin exil i Litauen och hade 1430 tagit makten över turkfolken där. Då ett långt krig för Krims oberoende förts kunde Haci Giray upprätta ett eget rike, kallat Krimkhanatet, år 1441 eller 1443. Han flyttade sitt residens från Çufut Qale och han och hans efterföljande regerade Krimhalvön och dess omgivningar (med undantag för några genuesiska besittningar) från Bachtjysaraj på centrala Krim.
De genuesiska handelsstäderna på halvön erövrades av den osmanske generalen Gedik Ahmet Pasha år 1475 och från och med 1478 var de krimeiska khanerna nominellt underställda såsom vasaller till Osmanska riket och de betalade tribut till sultanen. År 1497-98 drev krimtatarerna på osmansk order ut de polacker som trängt in i Moldavien. År 1502 besegrade Krimkhanatet den siste khanen av Gyllene horden, vilket beredde vägen för Tsarrysslands erövringar av Kazankhanatet (1552) och Astrachankhanatet (1556). I striderna mellan de olika osmanska pretendenterna på Beyazit II:s tron år 1511 gav Krimkhanatet hjälp till Selim som till slut kom att stå som segrare. År 1569 anföll Krimkhanatet Astrachan, som då kommit under Ryssland. År 1571 ledde Mohamed Khairi, på order av Devlet I Giray, en krimtatarisk hord norrut och Moskva plundrades och brändes. År 1578 understödde krimtatarerna den osmanska armén i ett krig mot Persien. Under 1500- och 1600-talen företogs vidare räder in i Ukraina och togs sammanlagt uppemot två miljoner rekryter och krigsfångar tillbaka till Krim, men dessa räder motstods i stort av zaporogerna (kosackerna från staden Zaporizja Sitj). Snart blev Ryssland allt mäktigare och i rysk-turkiska kriget 1676-81 kunde en fast gräns genom fastställas till Dnepr. Under rysk-turkiska kriget 1686-1700 erövrades Perekop år 1697. År 1736 invaderades halvön av ryssarna och Bachtjysaraj förhärjades. Den osmanska dominansen över krimkhanerna varade fram till 1774 då osmanerna efter det rysk-turkiska kriget 1768-1774 tvingades avsäga sig makten över halvön i freden i Kjutjuk-Kajnardzji.

### Under Kejsardömet Ryssland

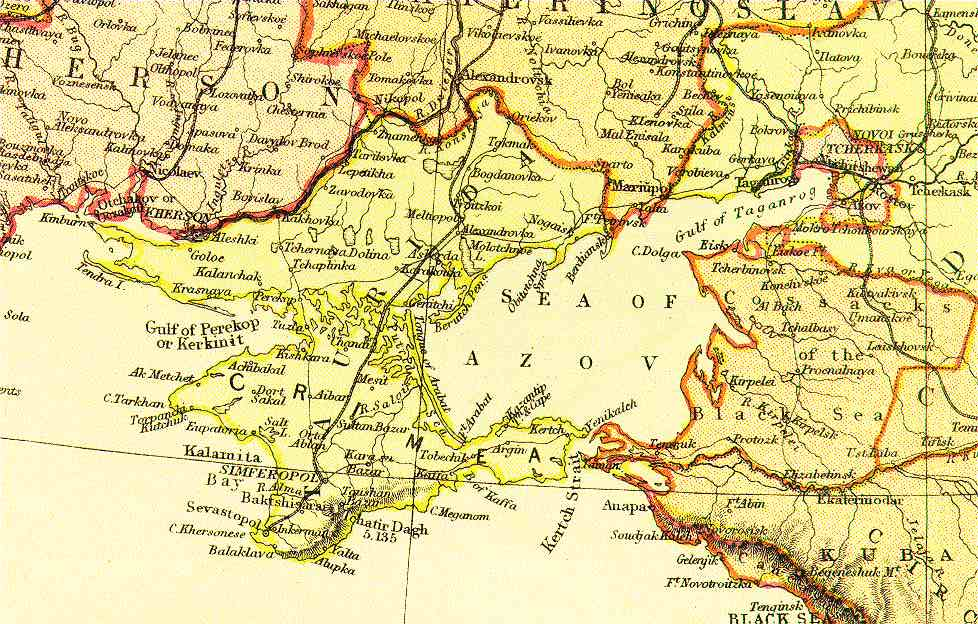
Engelskspråkig karta över Krim från 1882. Gränslinjerna är mellan ryska guvernement.

Efter att de besegrats av Aleksandr Suvorov år 1777 kom krimkhanerna under rysk överhöghet. År 1783 annekterades Krim av Katarina II, "från och med nu och för all framtid"; detta erkändes av Osmanska riket i freden i Jassy 1792 (1791 enligt julianska kalendern). Den ryska svartahavsflottan etablerades i Sevastopol och krimtatariska lantegendomar konfiskerades och gavs till inflyttade ryssar vilket ledde till utvandring av krimtatarer, främst till Osmanska riket.
Halvön blev först en del av oblastet Taurien (Tavritjeskaja oblast). Tsar Paul I lät ersätta detta med provinsen Nyryssland (Novorossija) år 1796 eller 1797. Genom en ukas utfärdat av Alexander I år 1802 skapades guvernementet Taurien (Tavritjeskaja gubernija), där förutom Krim även ingick ett större område norr om halvön. Omkring år 1805 började tyska kolonister, kallade krimtyskar, invandra till halvön.

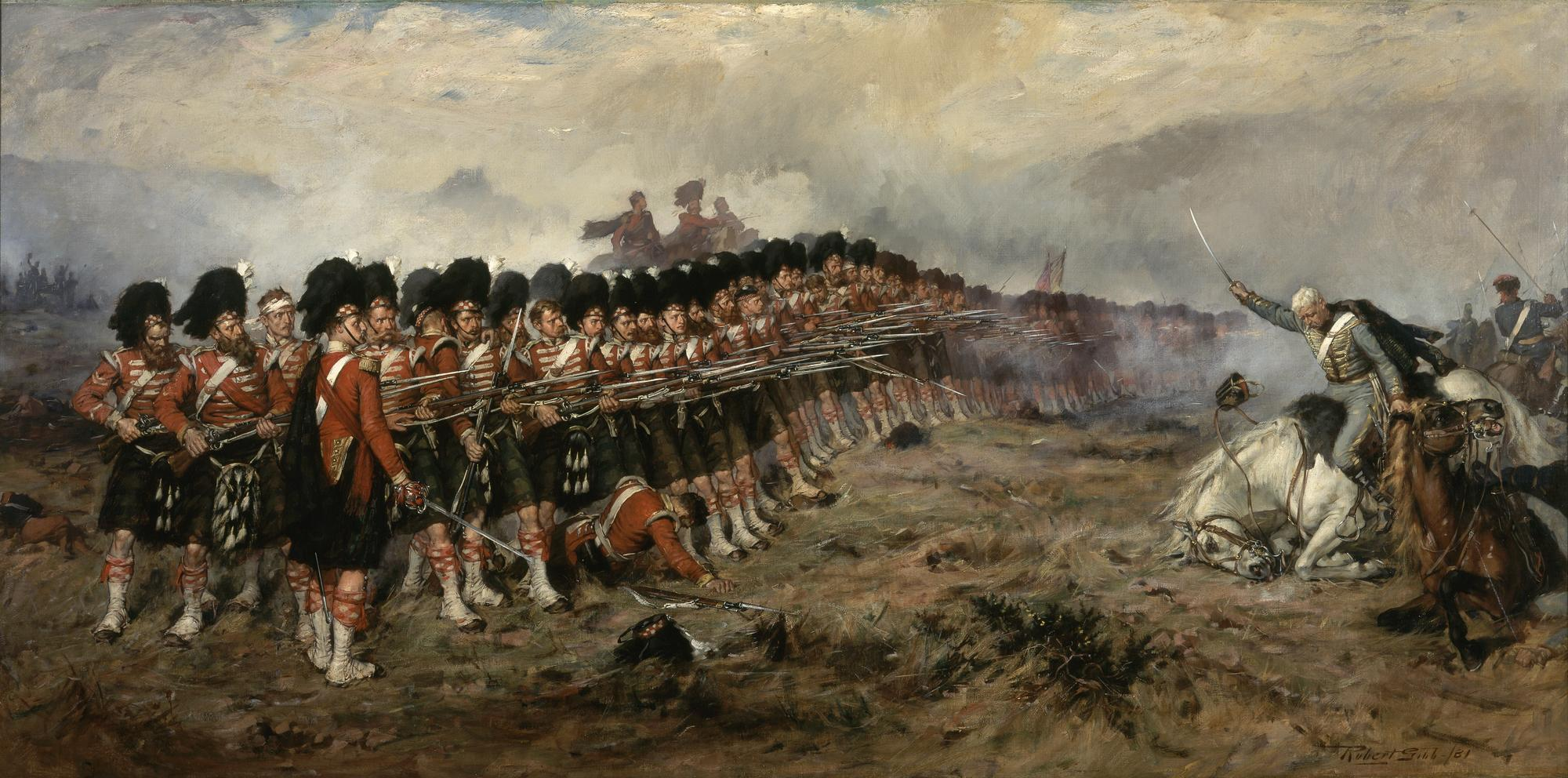
Skotskt infanteri skjuter mot ryskt kavalleri under Krimkriget.

Krimkriget ägde rum mellan 1853 och 1856 mellan Ryssland å ena sidan och Storbritannien, Frankrike, Osmanska riket och Sardinien å den andra. Det utkämpade till största del på Krim och innebar rysk förlust. Detta hade som följd att krimtatarerna i större utsträckning kom att emigrera till Osmanska riket. Rysk-turkiska kriget 1877-1878 startade en ny våg av utflyttning som kom att pågå till 1902. Utvandringen medförde brist på arbetskraft och regeringen var till slut tvungen att ta in arbetare från andra provinser. Många ättlingar till krimtatarer återfinns idag i Dobrudzja och Anatolien.

### Krims folkrepublik och Ukrainska folkrepubliken
I samband med ryska revolutionen upphörde guvernementet att fungera och krimtatarerna utropade i december 1917 en självständig republik, Krims folkrepublik, med Numan Celebicihan som president; området kom att bli del av den Ukrainska folkrepubliken då denna utropades den 22 januari 1918 men behöll en relativ autonomi. Redan samma månad kom dock kommunisterna till makten på halvön och den krimtatariske presidenten avsattes, sattes i fängelse och avrättades den 23 februari. Sovjetmakten föll dock temporärt och under ryska inbördeskriget var Krim ett fäste för den antibolsjevikiska Vita armén som där under general Pjotr Wrangel höll emot Röda armén till 1920.

### Sovjettiden

#### Autonom sovjetrepublik

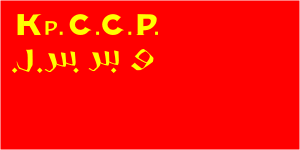
Autonoma socialistiska sovjetrepubliken Krims flagga, 1921.

Den 18 oktober 1921 skapades den autonoma socialistiska sovjetrepubliken Krim som en del av Ryska SFSR. Konstitutionen gjorde både ryska och krimtatariska till officiella språk. Krimtatarerna utgjorde vid denna tid 25 procent av befolkningen.
Under 1929 genomdrevs en russifieringpolitik på Krim och krimtatarernas och deras språks ställning inskränktes. Under 1930-talet förekom avrättningar och deportationer av krimtatariska intellektuella och av det muslimska prästerskapet, varigenom många drevs i exil till Sibirien och Centralasien. Krim drabbades under det sovjetiska styret av hungersnöd, först 1921-22 och sedan igen 1931–33 (denna hungersnöd drabbade stora delar av Sovjetunionen, särskilt Ukraina, se Holodomor).
Tyskland invaderade Sovjetunionen i juni 1941 och under sommaren försökte de under svåra förluster avancera över Perekopnäset till Krim. Den tyska armén bröt sig igenom i september (i Operation Trappenjagd) och hade i oktober ockuperat det mesta av Krim, undantaget staden Sevastopol som höll ut till 4 juli 1942 (och senare blev en av de städer i Sovjetunionen som utnämndes till "Hjältestad"). 
Nazistiska Einsatzgruppe D under Otto Ohlendorf dödade under ockupationen omkring 130 000 personer, däribland samtliga judar (50 000 till 60 000) och romer på halvön, samt tiotusentals krimtatarer, och i april 1942 förklarades halvön vara ”judefri”. Från 1 september 1942 administrerades halvön som Generalbezirk Krim und Teilbezirk Taurien ("generaldistriktet Krim och deldistriktet Taurien"). Distriktet upphörde den 23 oktober 1943 då Röda armén intog distriktshuvudstaden Melitopol. I april 1944 återtogs halvön av sovjetiska trupper. 
Mellan den 18 och 21 maj 1944 deporterade sovjetregimen totalt omkring 194 000 krimtatarer från Krim, av en total krimtatarisk befolkning 1939 på 218 000, sedan de anklagats för att ha samarbetat med de nazistiska ockupationsstyrkorna. Även om det uppskattas att ungefär 20 000 personer hade ingått i de lokala frivilligkårer som tyskarna upprättade, hade hela omkring 50 000 stridit för Röda armén. Uppskattningsvis 42 000 av dem dog av svält och sjukdom då de i boskapsvagnar transporterades per järnväg till Centralasien och Sibirien. Många moskéer och andra krimtatariska byggnader stängdes och förstördes eller användes som stall, affärer eller lagerlokaler. Efter krimtatarerna deporterades runt den 26 juni 1944 även 14 500 greker, 12 000 bulgarer och 11 300 armenier.

#### Krim oblast
Den 30 juni 1945 ombildades den autonoma republiken till ett oblast inom Ryska SFSR. Ett dekret som stadfäste detta samt deportationerna av krimtatarer utfärdades den 25 juni 1946.
I Jalta på södra Krim hölls i februari 1945 Jaltakonferensen mellan de allierade ledarna Churchill, Roosevelt och Stalin i andra världskrigets slutskede. 
Den 19 februari 1954 överfördes Krims oblast från Ryska SFSR till Ukrainska SSR, enligt Högsta sovjets dekret på grund av "geografisk, ekonomisk och kulturell närhet till Ukraina". Överlåtelsen presenterades av den ukrainskt uppväxte sovjetledaren Nikita Chrusjtjov som en gåva till ukrainarna. 
Det var då en gest av mindre betydelse inom ramen för Sovjetunionen. Den hade dock en viktig historisk bakgrund. Man ville hugfästa årsdagen 300 år efter fördraget i Perejaslav 1654 och unionen som då ingicks då mellan zaporozjjekosackernas ledare, Bogdan Chmelnitskij och Tsarryssland, vilket medförde att Lillryssland (en del av dagens Ukraina) övergick från Polen till Tsarryssland.
Efter Sovjetunionens upplösning förklarade Ryska parlamentet Sevastopol som ryskt territorium, ett beslut som ogiltigförklarades både av Rysslands då nya president Boris Jeltsin och av FN:s säkerhetsråd. Slutgiltigt blev Sovjetunionen uppdelat så att de tidigare sovjetrepublikerna blev nya självständiga nationer och Krim blev därmed en del av det nya landet Ukraina.
Krimtatarerna återfick gradvis vissa av sina rättigheter efter Stalins död 1953. Slutligen fick de den 5 september 1967 officiellt erkännande och var då inte längre att betraktas som förrädare. Då var flertalet bosatta i Uzbekiska SSR och de fick inte lov att återvända till Krim förrän den 14 november 1989. På fyra år återvände cirka 250 000 krimtatarer, vilket är ungefär hälften av det totala antalet i det forna Sovjetunionen.
I en folkomröstning den 20 januari 1991 röstade 93,26% för att skapa en autonom sovjetrepublik Krim oberoende från Ukraina. 81,37% av Krims befolkning deltog i folkomröstningen. Den 26 juni bildade krimtatarerna ett politiskt råd i Simferopol för att företräda det krimtatariska folket. Överlåtelsen av Krim till Ukrainska SSR innebar att halvön blev del av Ukraina vid dettas självständighet efter Sovjetunionens kollaps 1991.

### Ukrainska tiden
Då den forna sovjetiska svartahavsflottan, som tingades av båda länderna, opererade från halvön fanns en viss oro för väpnade skärmytslingar. Krim förklarade självstyre den 5 maj 1992 och en ny konstitution som avskaffade de sovjetiska epiteten genomfördes av parlamentet i Simferopol. Efter protester från det ukrainska parlamentet ändrades dagen därpå konstitutionen till att uttrycka att Krim ingick som en autonom republik i Ukraina. Staden Sevastopol, med den rysk-ukrainska flottbasen, fick särskild administrativ status.
Den 30 januari 1994 valdes ryssen Jurij Mesjkov, som propagerade Krims närhet till Ryssland, till Krims president. I september hade en maktkamp mellan presidenten och parlamentet utbrutit. Efter upprepade krav från det ukrainska parlamentet i Kiev att lagstiftningen i Krim skulle underställas den ukrainska hotade Ukraina att dra tillbaka Krims autonoma status helt och i november upplöste det ukrainska parlamentet flera lagar som stadfästs i Krim. Den 17 mars 1995 avvecklades den krimska presidentposten av det ukrainska parlamentet.
Efter Sovjetunionens upplösning fortgick konflikter mellan Ukraina och Ryssland angående Sevastopols och svartahavsflottans tillhörighet. Ett vänskapsavtal mellan Ryssland och Ukraina slöts 1997, i och med vilket Ryssland fram till 2014 hyrde en plats i militärhamnen i Sevastopol. Avtalet löpte på tjugo år och skulle ha löpt ut 2017. Gränsdragningen i Kertjsundet var under många år omstridd. Den 23 december 1998 antog republiken en ny konstitution, vilken erkände Krim som en autonom republik inom Ukraina.
Efter att Viktor Jusjtjenko vunnit det ukrainska presidentvalet den 21 november 2004, där 82 procent av befolkningen på Krim röstade för dennes motståndare Viktor Janukovytj, lät den förre byta ut all myndighetspersonal på Krim, för att "byta ut regimen och dess representanter".
När amerikansk trupp landsattes i hamnen i Feodosija i juni 2006 gav detta upphov till stora demonstrationer i staden. Protesterna riktade sig mot den amerikanska militära närvaron, vilken sågs som ett brott mot konstitutionen då Krims parlament ej hade godkänt det, samt mot NATO och den dåvarande ukrainske presidenten Viktor Jusjtjenkos planer på att få Ukraina med i NATO.

### Krimkrisen 2014

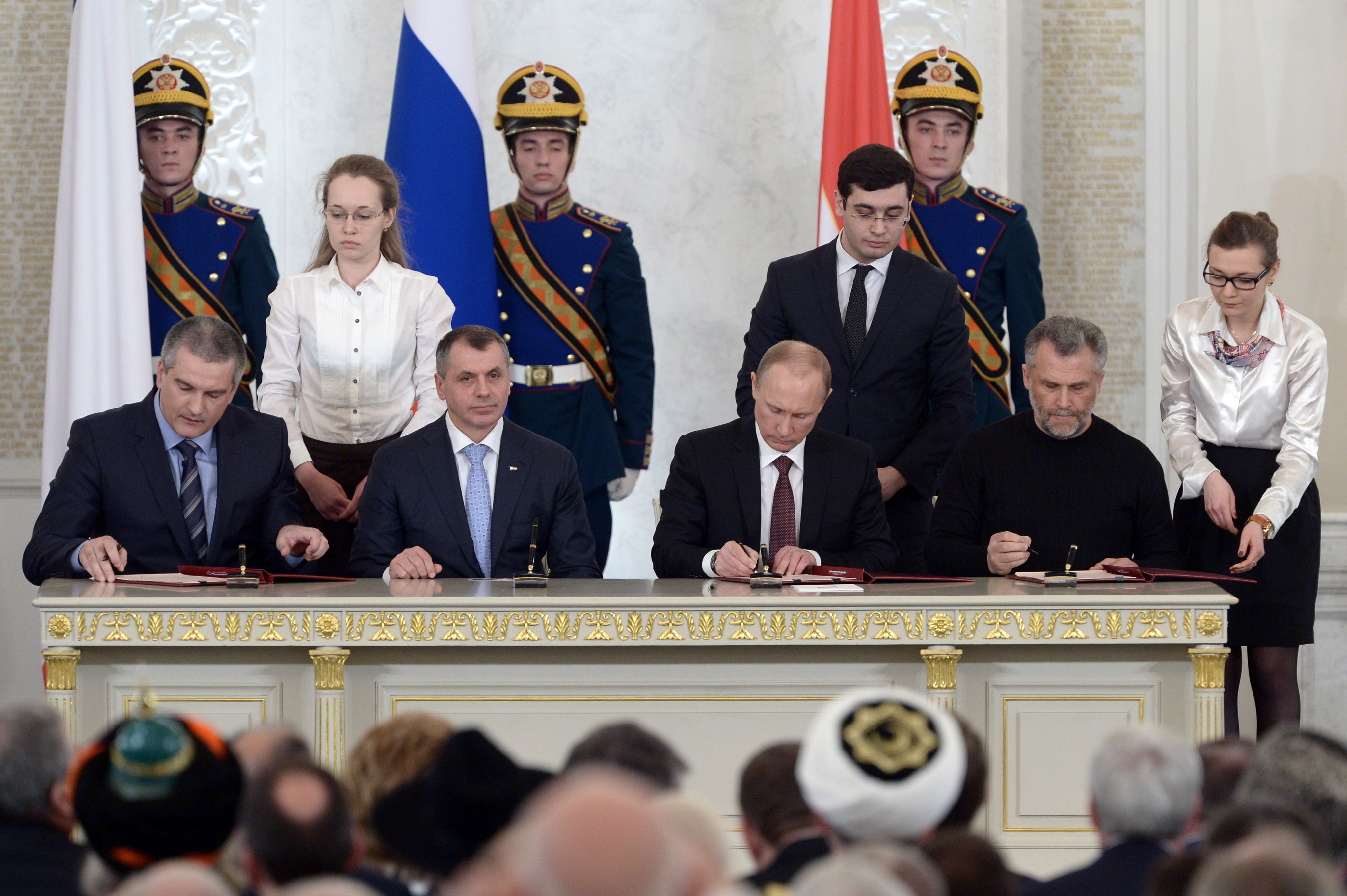
18 mars 2014, Vladimir Putin, Vladimir Konstantinov, Sergej Aksionov och Aleksej Tjalyj undertecknade avtalet med Ryssland om Republiken Krims annektering av Ryssland.

1995–2014 styrdes Krim av en politisk representation direkt tillsatt från Kiev. 27 februari 2014 etablerades en utbrytarregering i Krimrepubliken, i protest mot oppositionens maktövertagande på nationell nivå (se Euromajdan). Detta ledde till den pågående konflikten om Krimhalvöns nationella status. 
I mars 2014 etablerades en utbrytarregering i den autonoma ukrainska republiken Krim, i direkt protest mot den politiska oppositionens maktövertagande i Ukraina. "Små gröna män", soldater utan nationalitetsbeteckningar som visade sig vara ryska, intog viktiga platser, inklusive militärbaser, och avväpnade ukrainsk militär på Krim. En folkomröstning hölls om Krims anslutning till Ryssland och redan två dagar efter, den 18 mars 2014, gav duman i Ryska federationen president Putin befogenheter att "skydda ryska medborgares intressen" på halvön. Folkomröstningen anses av internationella organ vara olaglig. Rysslands parlament Duma godkände annekteringen av Krimhalvön i Ryska federationen den 18 mars 2014.

## Demografi
Sammanlagt hade halvön 2 033 700 invånare enligt folkräkningen år 2001. Folktätheten var enligt officiell siffra 78 personer per kvadratkilometer. Enligt uppskattning från år 2005 bodde där då cirka 2,3 miljoner; enligt en annan uppskattning 2 005 127 invånare år 2007. Krimkrisen 2014 har förmodligen gjord dessa siffror inaktuella, de ryska myndigheterna har inte offentliggjord nya aktuella befolkningssiffror.
Större städer på Krim är Simferopol (342 500 invånare år 2005), Sevastopol (360 000 invånare; bas för den rysk-ukrainska Svartahavsflottan), Kertj (152 200 invånare), Jevpatorija (105 200 invånare), Jalta (90 000 invånare) och Feodosija (69 200 invånare 2004). Andra städer är Dzjankoj, Alusjta, Krasnoperekopsk, Saky (Saki), Alupka, Armjansk, Balaklava, Bachtjisaraj, Bilohirsk (Belogorsk; Karasubazar), Staryj Krym och Sudak, med flera. Enligt en mätning bor omkring 1 274 300 personer, eller 62,7 %, i städer, medan resterande 759 400 personer, 37,3 %, bor på landsbygden. Statistiskt sett finns 16 städer, 56 samhällen och 957 byar.
Enligt folkräkningen 2001 är de viktigaste etniska grupperna ryssar (58,5 % av halvöns befolkning, borträknat det egenstyrda Sevastopol), ukrainare (24,4 %), krimtatarer (12,1 %), vitryssar (1,5 %), tatarer (0,5 %), armenier (0,4 %) och judar (0,2 %). Mindre grupper, om cirka 0,2 % vardera, är polacker, moldavier och azerier; grupper om cirka 0,1 % är uzbeker, koreaner, greker, tyskar, mordviner, tjuvasjer, romer, bulgarer, georgier och marier. Det finns uppskattningsvis runt 1200 krimtjaker och 800 karaimer.
Det viktigaste språket är ryska (77 % av befolkningen), därefter krimtatariska (11,4 %) och ukrainska (10,1 %); dock är endast ukrainska officiellt erkänt av de ukrainska myndigheterna, även om ryska de facto är officiellt, även på myndighetsnivå, i republiken. Försök att ukrainisera regeringsarbete och undervisning har varit mindre framgångsrika på Krim än i andra främst ryskspråkiga delar av Ukraina. Bland mindre språk märks tatariska, vitryska, armeniska, ungerska, polska och rumänska.
De slaviska grupperna ryssar, ukrainare och bulgarer med flera, samt greker, är främst ortodoxt kristna. Många armenier tillhör Armeniska apostoliska kyrkan. Krimtatarerna och vissa andra grupper är främst sunnimuslimer. Judar, krimtjaker och karaimer hör traditionellt till den judiska religionen. Det finns även protestantiskt kristna. 
Historiskt har Krim varit befolkad av en mängd folkslag, bland vilka märks goter, kallade krimgoter, från omkring 250 f.Kr. fram till 1700-talet samt av krimtatarer från 1400-talet. Enligt den sovjetiska folkräkningen 1939 hade Krim 1 126 429 invånare, varav 51,5 procent var ryssar och 25,9 procent krimtatarer. Enligt folkräkningen 1989 uppgick krimtatarerna på Krim till endast 38 000 personer, detta efter att de åter börjat återvända efter den påtvungna exilen i Centralasien. 
Befolkningen avtog från uppskattningsvis 2 549 800 år 1991 till 2 033 700 år 2001. Antalet födslar per år minskade från 32 600 år 1990 till 15 200 år 2000. Orsaken är den ekonomiska recessionen på 1990-talet, som medfört ett antal sociala problem (se vidare under ekonomi).

## Administration

Republikens flagga

Republikens statsvapen

Den geopolitiska enheten Krim är de jure en autonom parlamentarisk republik inom Ukraina, men de facto styrs Krim som två olika delar av den ryska federationen. Den ena är "Republiken Krim", och den andra är ”den federala staden Sevastopol”. 
Fram till 2014 var det lagstiftande organet parlamentet ("Krims högsta råd"), med hundra ledamöter. Detta antog beslut och resolutioner föreskrivna att verkställas inom republiken. Det exekutiva organet representerades av ministerrådet, det vill säga regeringen, som ledes av premiärministern, och som var ansvarigt inför och tillsätts och avsätts av parlamentet med den ukrainska presidentens godkännande. Enligt den officiella ukrainska definitionen bestämdes auktoriteten hos, utformningen av och verksamheten i parlamentet av den ukrainska konstitutionen och ukrainska lagar samt enligt normativa legala handlingar utfärdade av parlamentet i ärenden som ansågs ligga inom dess juridiska kompetensområde. Republiken saknade president och nominell statschef var Ukrainas president. Republiken hade egen flagga och statsvapen samt en egen konstitution, men lagarna var anpassade efter den ukrainska konstitutionen och sedan det ukrainska parlamentet 1994 hotat att upplösa Krims autonoma status fattades inga beslut i Krim som stred mot ukrainsk lagstiftning.
Territoriellt innefattade republiken förutom själva halvön (undantaget Sevastopol kommun) ön Tuzla i Kertjsundet (detta bestreds dock av Ryssland) samt flera mindre öar i Syvasj. Många av öarna i Syvasj hör dock till Cherson oblast, däribland ön Tjutuk samt norra delen av Arabatnäset. 
Från 6 april 2004 och fram till den ryska ockupationen 2014 gällde att landsråden valdes genom majoritetsval och att lokalråd och parlamentet valdes genom proportionella val med partilistor med en undre gräns på 3 procents väljarstöd för representation. Val skedde vart fjärde år. Representationen i valen skedde genom att varje administrativ enhet stod för ett visst antal av de 100 ledamöterna i parlamentet så att varje ledamot bakom sig hade mellan 13 500 och 16 500 röstande (exempelvis representeras Simferopols stadskommun av 18 ledamöter, Kertj av 9, Jalta och Simferopol rajoner av 7 var, Jevpatorija och Feodosija av 5 var).
Rättssystemet var helt förenligt med det ukrainska och domstolarna tillhörde det gemensamma ukrainska domstolsväsendet. Efter den ryska ockupationen 2014 gäller de facto rysk laggivning. 

### Administrativ indelning

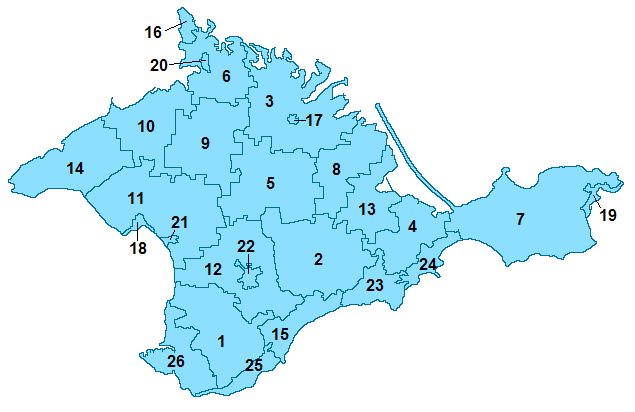
Republikens administrativa indelning

Ukraina indelade/indelar administrativt Krim i 25 regioner: 14 rajoner, med främst landsbygd, och 11 stadskommuner (officiellt "territorier styrda av stadsråd"), som styrs av stadsråd och främst innefattade/innefattar stadsbebyggelse men även städers omgivningar. Varje region består av storstads-, stads- och bysamhällen. Rajonernas borgmästare utses av Ukrainas president på inrådan av Krims premiärminister; stadskommunernas borgmästare utses i allmänna val. Området kring staden Sevastopol är en ukrainsk kommun med speciell administrativ status och räknas inte som en del av republiken Krim. 
Ryssland har efter 2014 i stort sett behållit denna administrativa indelning där Sevastopol har särskild status av federalt objekt och där Krim rajonernas borgmästare utses från Moskva och stadskommunernas borgmästare utses i allmänna val. 
| Rajoner 1. Bachtjisaraj rajon 2. Bilohirsk rajon 3. Dzjankoj rajon 4. Kirovske rajon 5. Krasnohvardijske rajon 6. Krasnoperekopsk rajon 7. Lenine rajon 8. Nizjnohirskyj rajon 9. Pervomajske rajon 10. Rozdolne rajon 11. Saky rajon 12. Simferopol rajon 13. Sovjetskyj rajon 14. Tjornomorske rajon | Stadskommuner 1. Alusjta kommun 2. Armjansk kommun 3. Dzjankoj kommun 4. Jevpatorija kommun 5. Kertj kommun 6. Krasnoperekopsk kommun 7. Saky kommun 8. Simferopol kommun 9. Sudak kommun 10. Feodosija kommun 11. Jalta kommun 12. Sevastopol kommun (särskild status) |

## Politik

### Före 2014
I det ukrainska presidentvalet den 26 december 2004 röstade 82 procent av befolkningen på Krim för Viktor Janukovytj (i Sevastopol var den siffran 89 procent). Då den andre presidentkandidaten Viktor Jusjtjenko sedermera blev president är denne i egenskap av den befattningen även nominell statschef i republiken Krim. 
Allmänt lokalval hölls på Krim den 26 mars 2006. Den 12 maj 2006 valdes Anatolij Pavlovytj Hrytsenko till ny talman i Krims parlament efter Boris Davydovytj Dejtj, som suttit sedan 29 april 2002. Den 2 juni godkändes Viktor Plakida, ägare till ett energibolag, till att efterträda Anatolij Burdjuhov som premiärminister av 75 av 93 ledamöter i parlamentet, efter att president Jusjtjenko preliminärt godkänt honom 29 maj. Burdjuhov hade suttit sedan 23 september 2005 och var tidigare ledamot av Ukrainas riksbank.
Krim styrs enligt uppgift daterad 29 maj 2006 av en majoritetskoalition bestående av fem partier i parlamentet: "För Janukovytj" (44 ledamöter), "Unionen" (10 ledamöter), kommunistpartiet (9 ledamöter), det proryska vänsterpartiet "Natalia Vitrenkos block" (7 ledamöter) samt "Ne Tak-blocket" (4 ledamöter). Dessa partier förenas politiskt av avståndstagande från den sittande (2006) regeringen i Kiev. Det finns tre viktigare oppositionspartier, som sammanlagt har 26 ledamöter: "Serhij Kunitsyns block" (10 ledamöter), "Julia Tymosjenkos block" (8 ledamöter) samt "Ruch", ett västvänligt konservativt ukrainskt parti (8 ledamöter).

### Efter 2014
Ett parlamentsval till det regionala parlamentet i Krim hölls 14 september 2014 i Republiken Krim och den federala staden Sevastopol. Det var ett olagligt extrautlyst val efter att Krim ockuperats av Ryska federationen 2014, utlyst 17 april av president Vladimir Putin. Resultat blev att Enade Ryssland fick 71,06% av rösterna och Liberaldemokratiska partiet fick 8,14%. Valdeltagandet var 53,61%.

## Ekonomi

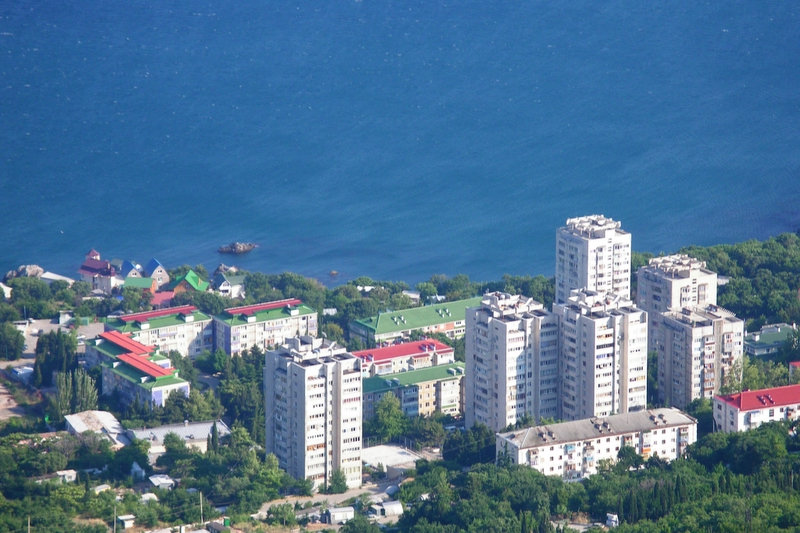
Vy över turistorten Foros på Krims sydkust. Turism är en viktig näring på halvön.

### Översikt och olika näringar
De viktigaste näringarna är turism, jordbruk och industri. Turistsektorn svarar för mellan 38 och 52 procent av Krims BNP. Industrier, däribland tillverkning av maskiner, kemikalier och livsmedel, oljeraffinering och metallindustri, finns främst på den norra delen av halvön samt vid Kertj, som är en av de huvudsakliga industrizonerna med nära 10 procent av Krims industri, framför allt med brytning av järnmalm som sedan främst har skeppas till industriområdena i Mariupol och runt Donetsk (ukrainska delen av Donbass). Saltvatten från Syvasj tillgodoser de kemiska industrierna vid Krasnoperekopsk och Saky. De industriella naturtillgångarna utnyttjas främst för byggnadsmaterial (60 procent) och för framställning av kolväten (15 procent). Det finns ett antal stenbrott, främst för brytning av kalksten och diorit.
På stäpplandet norr om Krimbergen bedrivs omfattande jordbruk med odling av vete, solrosor, sojabönor, majs, fodergrödor och grönsaker, samt i mindre utsträckning korn, råg, havre, potatis och betor, främst sockerbetor; hållandet av hästar, får, nötboskap och fjäderfä för kött, mjölk och ägg förekommer också (boskapshållning är även den speciellt traditionella näringen, då även av häst). På den bördiga sydvästkusten odlas vin, frukt och tobak; gruvdrift och framställning av eteriska oljor är andra viktiga näringar i regionen. De flesta städer sysslar i någon form med förädling av jordbruksprodukter, framför allt vintillverkning. Jordbrukssektorn i Krim motsvarade före krimkrisen för ungefär 35 procent av Ukrainas totala vinproduktion, 10 procent av den totala fruktproduktionen och 5 procent av den totala veteproduktionen. Fiske är även viktigt längs halvöns kuster. 

### Utvecklingen fram till 2014
Krims moderna ekonomi formades på 1900-talet utifrån användandet av naturtillgångar. Efter Sovjetunionens fall genomgick den på 1990-talet tillsammans med resten av den ukrainska en ekonomisk reform, vilket innebar en svår recession och tvingade till prioritering inom andra områden än jordbruk och tung industri. Alla sektorer har alltsedan 1985 (fram till 2006) upplevt en produktionsnedgång på mellan 10 och 70 procent. Speciellt industrisektorn har haft en svår nedgång. Krims industri motsvarade 2006 endast 2 procent av inkomsterna av Ukrainas totala industri. Denna sektor hade 60 000 anställda år 2006, att jämföra med 100 000 år 1995, och bland dessa räknas 58 procent i övertrasserade bolag. Antalet företag minskade från 652 år 1995 till 532 år 2000. Produktionen har dock fått ett visst lyft på senare tid och gick upp med 10 procent mellan 1999 och 2000.
Det krimska jordbruket har också gått svårt åt under den senare tidens ekonomiska motgångar. Det hämmas av faktorer gemensamma för hela Ukraina: låg produktivitet, stor förbrukning av gödsel, dålig organisation och otillräckliga avsättningsmöjligheter. Jordbruket använder därför mindre och mindre av landarealen: den odlade arealen minskade från 1 198 000 hektar 1990 till 933 000 hektar år 2000.
Den ekonomiska recessionen har även medfört en rad sociala problem (se även under demografi). Arbetslösheten ökade från 20 procent år 1993 till 28 procent år 2006. Krim är ett av de fattigaste områdena i Ukraina, med en medelinkomst per månad på 225 hryvnja, vilket är 2,5 procent lägre än snittet i Ukraina. Vidare uppskattas att 83 procent av hushållen år skuldsatta, vilket hämmar lokala investeringar. 
Krim har dock tjänat på den senare allmänna uppgången i Ukraina och regionens totala produktionsvolym ökade med 20 procent mellan 2000 och 2004. Privatiseringen fortgår och andelen av produktionen som kontrollerades privat var 55 procent år 2003. Staten räknade med inkomster på runt 400 miljoner hryvnja år 2005. Regeringen har senare försökt, om än försiktigt, att återföra en produktiv struktur och har lagt fram flera åtgärder för att återskapa dynamiken i den stapplande ekonomin. Det främsta målet för regeringen var att öka tjänstesektorns betydelse i den krimska ekonomin efter den modell som centralregeringen i Kiev försökt genomföra. Nya lagar i republiken gav detta företräde framför utvecklingen av turistbranschen.

### Utvecklingen efter 2014
Mars 2014 annekterades Krim av Ryska federationen, följt av internationella sanktioner mot Ryssland. (se vidare Krimkrisen)
Detta har inte underlättat situationen för Krims ekonomi, som i stor utsträckning är beroende av turism och sommartid tar emot miljontals solturister från främst Ukraina och Ryssland. Sedan Sovjetunionens sammanbrott har de flesta av halvöns invånare kommit att livnära sig antingen på militären eller på säsongsarbete inom turistnäringen, i ett Ukraina där kapitalism och korruption fått fria tyglar. Somrarna 2014 och 2015 har de ukrainska turisterna dock i stort sett uteblivit, bland annat som följd av att det ukrainska parlamentet i maj 2014 stiftade en lag som juridiskt gör att en resenär som utan ett särskilt tillstånd, som beviljas av Ukrainas migrationsverk, reser till Krim döms till bötes- eller fängelsestraff. Internationella kryssningsfartyg lägger inte längre till vid halvön. och de flesta utländska resande till Krim behöver numera ett ryskt visum.
I utländska hotellturisternas relativa frånvaro fanns sommaren 2014 istället en stor mängd flyktingar från kriget i östra Ukraina, vilka härbärgerades i stora tältläger runt bland annat huvudstaden Simferopol.[källa behövs] Ryska federationen har å sin sida satsat resurser för att öka mängden ryska sommarturister på Krim; i Krimkrisens fotspår har många statsanställda mer eller mindre förbjudits att resa utomlands på semester, vilket gynnat mängden ryska Krimturister. Flera  ryska flygbolag sänkte priserna på biljetter till Krim och 750 000 personbilar med ryska bilturister har rest med färjan över Kertjsundet.[källa behövs] I januari-augusti 2015 åkte således över fyra miljoner turister till Krim, vilket är 32 procent fler än i 2014.  Däremot har de internationella sanktionerna bland annat inneburit att lågprisflygbolaget Dobrolets leasing av Boeingplan fått upphöra och att bolaget sedan 4 augusti 2014 i praktiken lagt verksamheten på is. Dobrolet, som startade sin verksamhet hösten 2013, var sommaren 2014 enda flygbolag som trafikerade rutten Moskva–Simferopol.Flygtrafiken har dock i stort sett återhämtat sig och hösten 2018 trafikerade flygbolagen Aeroflot, Pegas Fly, Red Wings Airlines, Ural Airlines, S7 Airlines, Nordwind Airlines och Rossiya Airlines 22 olika flygplatser, alla i Ryssland, och bara till Moskvas fyra flygplatser gick 200 avgångar i vecka. .
Förändringar har också skett inom Krims kulturliv. Den internationella jazz- och världsmusikfestivalen i badorten Koktebel (grundad 2003) har sedan 2014 års upplaga flyttats till Bilhorod-Dnistrovskyj söder om Odessa. Detta har i någon mån kompenserats med vissa nya evenemang som exempelvis den konsert som den amerikanske skådespelaren och musikern Steven Seagal och hans band höll den 11 augusti 2014. Detta i samband med en motorcykelshow i Sevastopol. En årlig militärhistorisk festival startade samma år.[källa behövs] Det ryska kulturministeriet planerar att skapa en temapark vid Sapunberget på Krim. Annars finns ryska planer på att åter göra just Sevastopol, den strategiska basen för ryska svartahavsflottan, till en stängd stad, så som den var under den sovjetiska tiden.
Ryssland har även åtagit sig stora planerade kostnader med anknytning till Krim, och fram till 2020 har man sagt sig vilja satsa motsvarande 120 miljarder svenska kronor på olika utvecklingsprojekt. Det inkluderar Krimbron över Kertjsundet, vilket skiljde Krim från det ryska fastlandet i öster.

## Infrastruktur

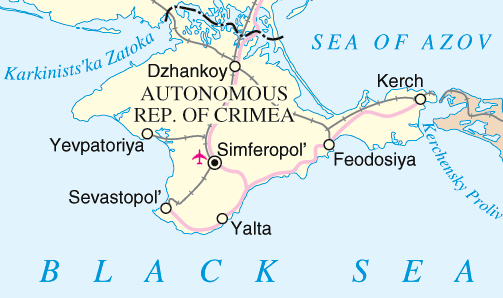
Engelskspråkig karta över Krim som visar huvudvägen, järnvägar samt flygplatsen i Simferopol

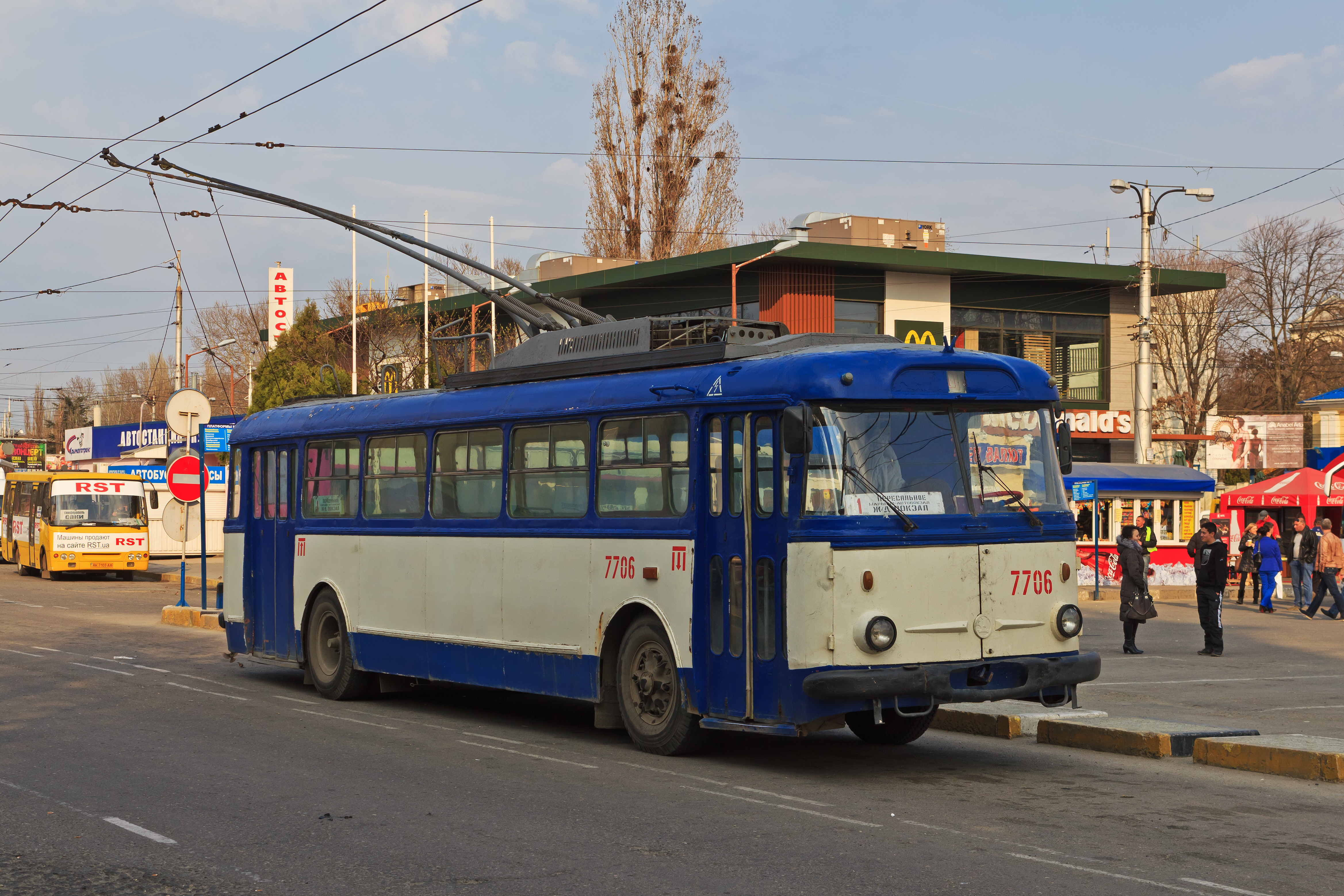
Trådbuss i Simferopol

Krim förbinds med det ukrainska fastlandet via tre huvudvägar och tre parallella järnvägar: via Perekopnäset, över Syvasj och över Kertjsundet. Staden Dzjankoj i norr är en knutpunkt för järnvägsnätet; i nordväst förbinds den med järnväg från Cherson via Perekopnäset, i nordöst via passage över Syvasj från Melitopol; från Dzjankoj löper dels en järnvägslinje åt sydväst till Gvardejskoje, varifrån en västlig linje går till Jevpatorija, samt en till Simferopol och vidare till Sevastopol, åt sydöst som i Vladislavovka vid Kertjnäsets rand delas i en sydlig till Feodosija. Ukraina har i december 2014 stoppat all tågtrafik mellan Krimhalvön och det ukrainska fastlandet. Den enda tågförbindelsen till och från Krimhalvön är numera bara den sydliga järnvägen som går från Simferopol och vidare till Sevastopol, och åt öst till Kertj och vidare över Kertjsundet till det ryska fastlandet och Krasnodar. Färjorna över sundet ersattes 2019 med en järnvägsbro. Ryssland har planerat att under åren 2019–2022 investera 310 miljarder rubel (cirka 43 miljarder kronor) i infrastruktur på Krimhalvön. Det är en fördubbling av de anslag som fördelats till Krim sedan den ryska annekteringen 2014.
Städer på Krim förbinds med andra städer främst genom busslinjer. Krim hyser även världens längsta trådbusslinje, som går en sträcka på 96 kilometer från Simferopols flygplats, till Simferopol, över Krimbergen, till Alusjta och Jalta. Jalta, Feodosija, Kertj, Sevastopol och Jevpatorija är förbundna med varandra via färjor på Svarta havet. I Jevpatorija finns spårvagn. 
Krim har flera viktiga internationella hamnar som tillhandahåller lasttransport och färjor till andra hamnar längs Svarta havets kuster. Den viktigaste hamnen är den i Sevastopol, som utöver civil verksamhet även hyser en betydande militärhamn där Rysslands svartahavsflotta ligger förtöjd.
Krims största flygplats med inrikes- och regionalflyg är belägen vid Simferopol. Det finns även två mindre flygplatser för privatflyg, i Kertj och Sevastopol.
Ukrainas statliga energibolag Ukrenergo upprätthöll elförsörjningen under den ryska annekteringens första år 2014-2016, varvid Krimhalvön fram till november 2015 fick över 70% av sin el via fyra kraftledningar från Cherson oblast på Ukrainas fastland. I november 2015 sprängde extremister flera av kraftledningarna, vilket gav allvarlig elbrist. Situationen lindrades något med nya undervattensledningar från det ryska Krasnodar-området öster om Krim, där två första ledningar togs i bruk 2 och 15 december 2015. Efter detta har ytterligare ledningskapacitet tagits i bruk vilket gjort att Krim klarar elförsörjningen utan leveranser från Ukraina.  Sjukhus och andra viktiga samhällsfunktioner kan drivas med hjälp av reservaggregat i form av gasturbinkraftverk och dieselgeneratorer.
På 1970-talet började Sovjetunionen planera för ett kärnkraftverk på Krimhalvön (Krims kärnkraftverk). Bygget startade 1982, men övergavs 1989. 
Konstbevattning av den torrare norra delen av halvön möjliggörs genom kanaler. Dessa får vatten främst från Dnepr, vilket avleds från Kachovkareservoaren och transporteras söderut till halvön via Norra Krimkanalen, en 402 kilometer lång kanal som löper längs med Azovska sjöns kust diagonalt över halvön. Den ryska regeringen avsatte 2020 4,95 miljarder rubel (65 miljoner dollar) för att få ordning på vattenförsörjning på Krim. En större vattenanläggning ska byggas vid floden Belbek med anläggningar för vattenbehandling i Kadykovsky-stenbrottet. Därutöver avsattes motsvarande 11 miljoner dollar till en renovering av de bestående vattenledningar och till nya brunnar ska borras.

## Kultur
På Krim finns 15 statliga museer och kulturreservat samt runt 10 privatägda. Simferopol är ett kulturellt centrum. Bland landmärken av kulturell betydelse märks Livadiapalatset (där Jaltakonferensen hölls 1945) utanför Jalta, grottan Mangup Kale, fortet Çufut Kale och khanens palats vid Bachtjysaraj, den antika staden Kerkinitida, klostret Jiva och Dzjumamoskén i Jevpatorija, den antika staden Chersones och krimkrigsmuseet i Sevastopol, palatsen Vorontsov och Massandra i Alupka, den antika staden Pantikapaion nära Kertj, samt Muffimoskén, den armeniska katedralen och Ajvazovskijgalleriet i Feodosija.

## Turism

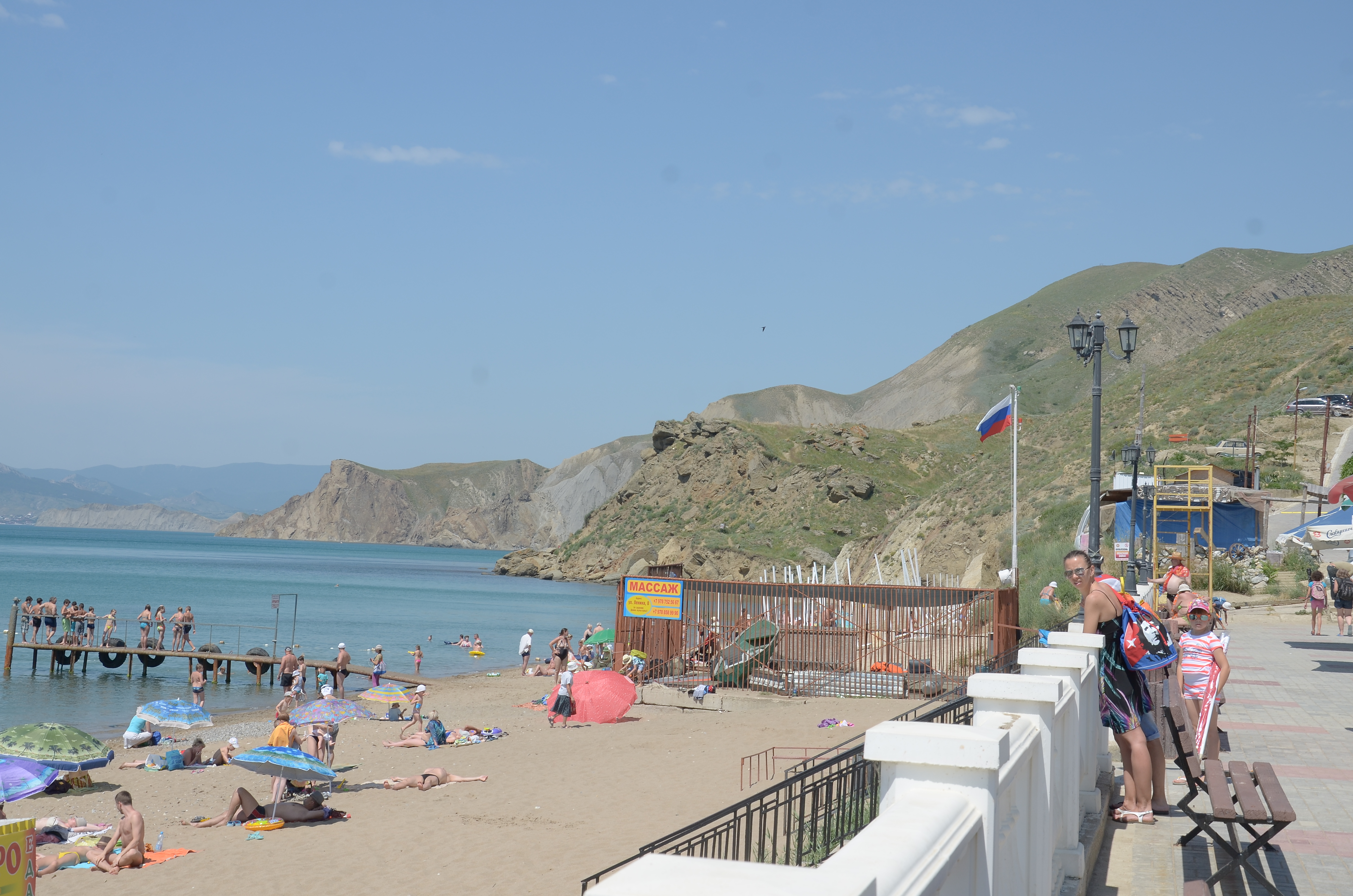
En av många badorter på Krim 2015.

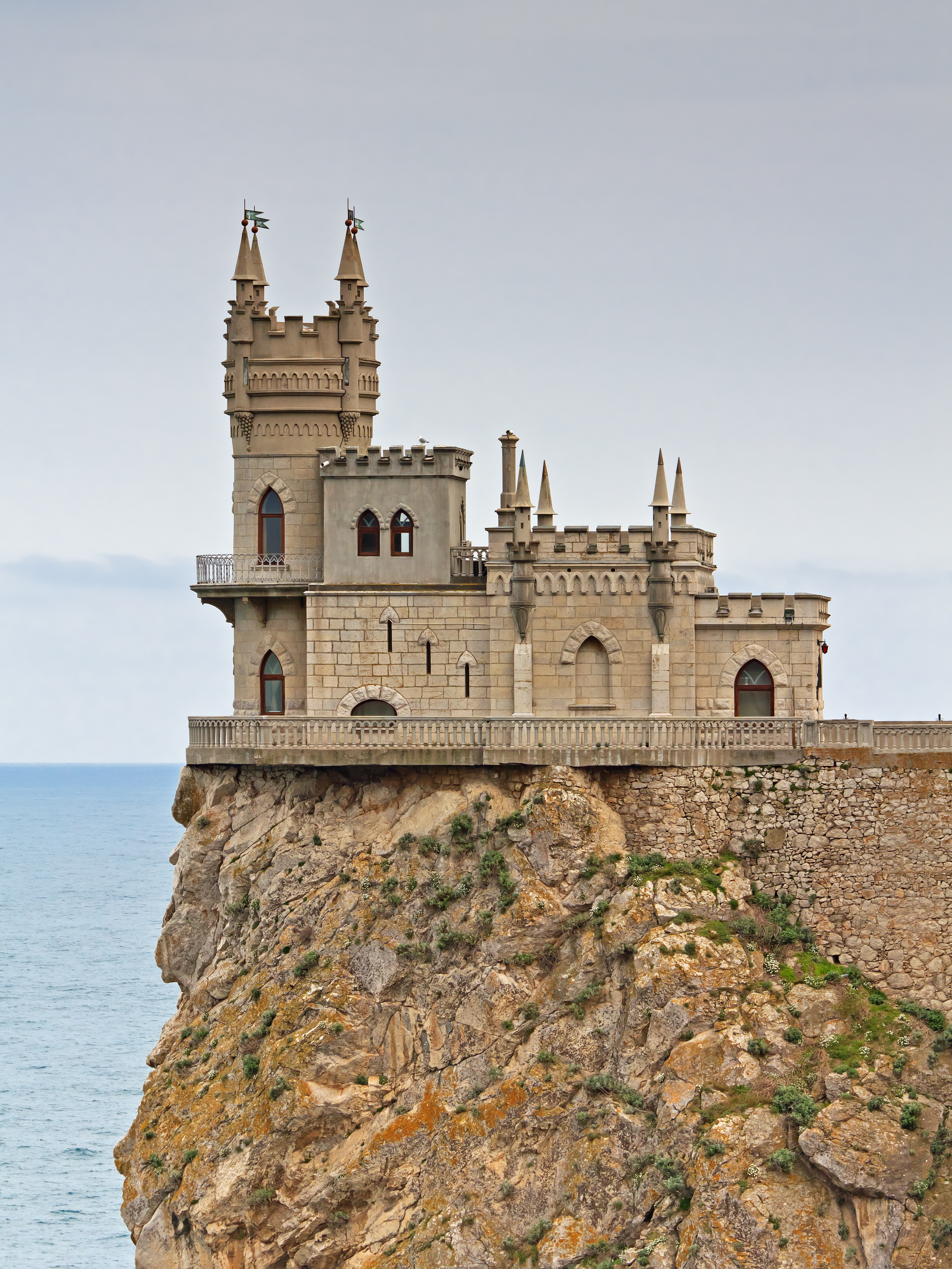
Svalboet, ett av de romantiska slott som uppfördes nära Jalta under den nygotiska perioden, är ett populärt turistmål. Det byggdes 1912 på order av den tyske baronen Stengel enligt ett projekt av den ryske arkitekten A. Sherwood.

Turismen är en viktig näring för Krim. Speciellt sydkusten, den så kallade "Ryska rivieran", är ett välbesökt turistmål med många kur- och badorter. Vidare finns där flera krimtatariska byar, moskéer, kloster, kejserliga ryska palats för tsarfamiljen och adeln samt antika grekiska och medeltida bysantinska befästningar.
Turistsektorn svarade under den ukrainska tiden för mellan 38 och 52 procent av Krims BNP och stod tidigare för 30 procent av den utländska turismen i Ukraina, som tillsammans med den inhemska turismen, motsvarade mer än 3 miljoner turister år 2003. En jämförelse med samma siffra år 1970 visar på en ökning med 100 procent. 
Turismen kan i Krim anses som en i det närmaste traditionell näring. I slutet av 1800-talet beslutade de ryska tsarerna att förlägga sin semesterort till området. Sevastopol blev, tack vare grundläggandet av en järnväg som förband staden med Lozova i nuvarande Charkiv oblast i nordöstra Ukraina, den första turistorten på Krim. Den terapeutiska turismen som framkom var dock reserverad för ett fåtal av samhällets elit. Man praktiserade, enligt tidens mode, en "hygienistisk" turism, baserad på att komma i fysisk form genom bland annat sportaktiviteter, vilket ordinerades av den tidens läkare. En viktig händelse var skapandet av Krimeiska bergsklubben år 1916. 
Efter ryska revolutionen och bildandet av Sovjetunionen beslutade den kommunistiska makten skapa en centraliserad turismadministration (Inturist), och Krim blev en viloort för de "förtjänta" arbetarna och oligarkin, vilket låg inom den ideologiska, kulturella och utbildningssyftande normen för epoken. Turistsektorn infogades i planekonomin; pris utan marknad och centralstyrd förvaltning. Den huvudsakliga infrastrukturen, främst hotell, byggdes under denna period, och är koncentrerad till städerna på sydkusten (där Sevastopol och Jalta hör till de främsta). Sydkusten var ett semesterparadis för det politiska toppskiktet och främmande dignitärer; många av ledarna hade sina datjor i området, och där finns även semesterkomplex som ursprungligen tjänade som sommarkolonier för de sovjetiska prominentas barn, däribland Artek. Krim blev ett av de områden i Sovjetunionen som hade flest semesterorter. 
Efter Ukrainas självständighet 1991 beslöt myndigheterna snabbt att göra nedskärningar i turistsektorn i tron att denna tack vare sin dynamiska karaktär självständigt kunde bredda den regionala ekonomin. Sedan 1993 har den regionala regeringen skapat adekvat administration för att strukturera sektorn. Ett eget departement har avsatts för uppgiften och en konferens om turism hålls årligen (1994 skapades i denna konferens strategier för att etablera samverkan mellan aktörerna inom turistbranschen). 1995 års turismlag skapades för att lättare samköra turismutvecklingen och underlätta dess fortgång. Syftet med lagen är att göra det möjligt att säkra företagens inkomster och utgifter, att förbättra överensstämmelse mellan lagar och internationella standarder, att sänka skatten på inkomsterna från turistindustrin, att säkra kontroll över sektorn, att utveckla internationellt samarbete, att fortsätta privatiseringen och att underlätta investeringar. Centralregeringen beslöt år 2000 att upprätta frihandelszoner i Jalta, Alusjta, Sudak och Feodosija. Krims tidigare infrastruktur för turism underlättar vidare den moderna utbyggnaden av turistsektorn.

## Städer

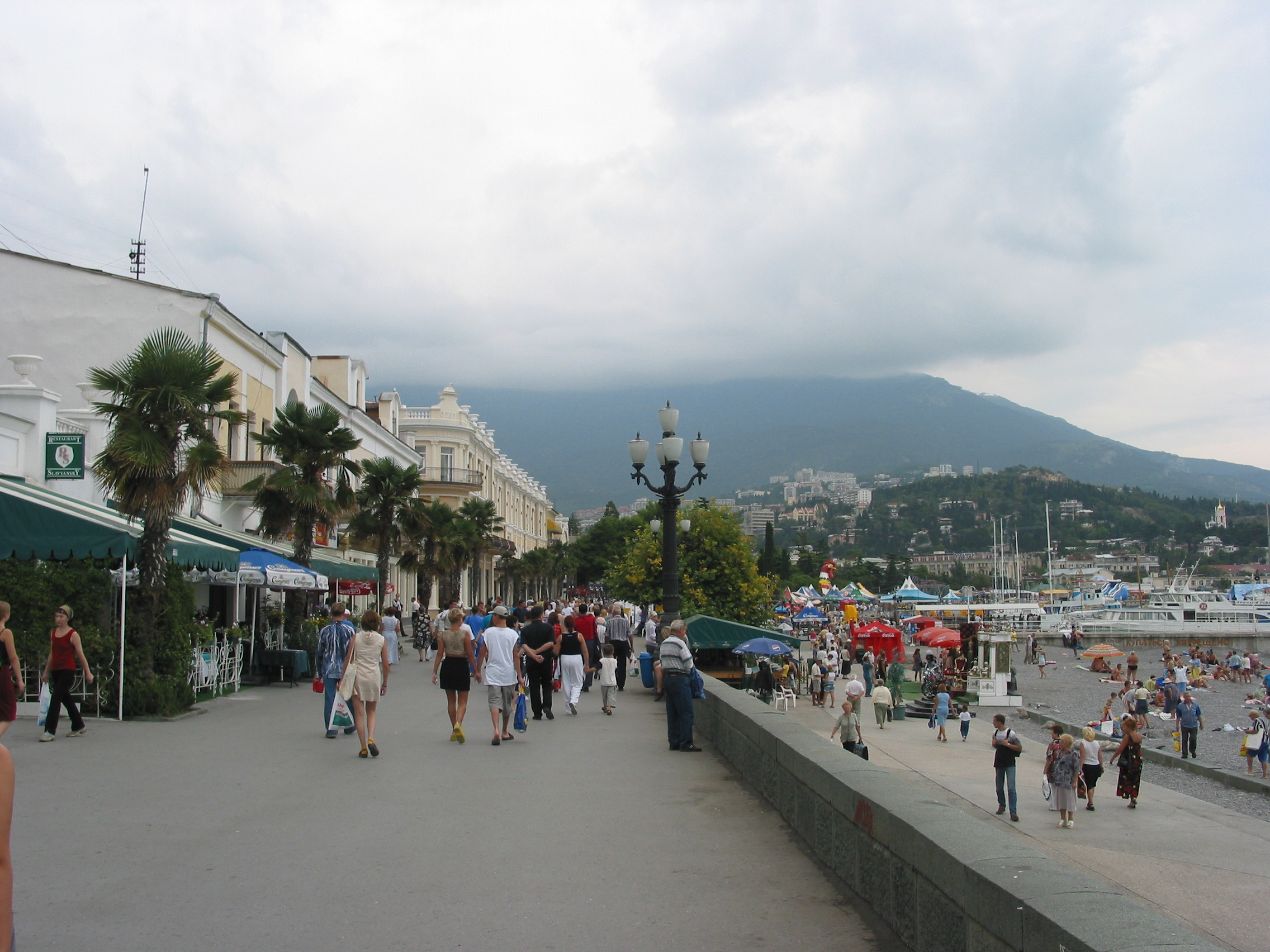
Strandpromenad i Jalta

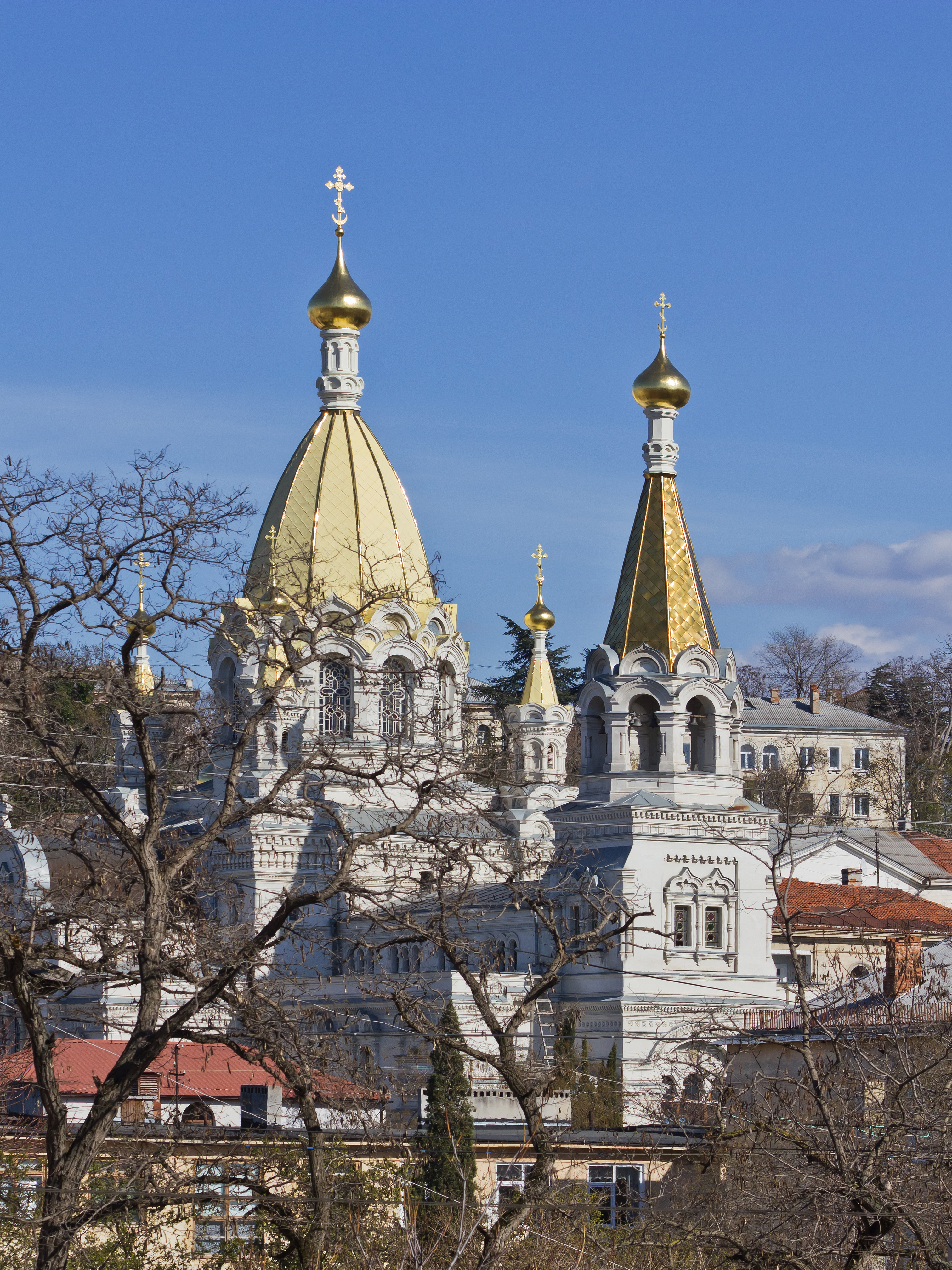
Pokrovskij-kyrkan i Sevastopol

| Stad             | Ukrainskt namn    | Ryskt namn        | Krimtatariskt namn | Invånare 5 december 2001 |
| ---------------- | ----------------- | ----------------- | ------------------ | ------------------------ |
| Simferopol       | Сiмферополь       | Симферополь       | Aqmescit           | 343 644                  |
| Sevastopol       | Севастополь       | Севастополь       | Aqyar              | 342 451                  |
| Kertj            | Керч              | Керчь             | Kerç               | 157 007                  |
| Jevpatorija      | Євпаторiя         | Евпатория         | Kezlev             | 105 915                  |
| Jalta            | Ялта              | Ялта              | Yalta              | 81 654                   |
| Feodosija        | Феодосiя          | Феодосия          | Kefe               | 74 669                   |
| Dzjankoj         | Джанкой           | Джанкой           | Canköy             | 43 343                   |
| Alusjta          | Алушта            | Алушта            | Aluşta             | 31 440                   |
| Krasnoperekopsk  | Красноперекопськ  | Красноперекопск   | Krasnoperekopsk    | 31 023                   |
| Saky             | Саки              | Саки              | Saq                | 29 416                   |
| Bachtjysaraj     | Бахчисарай        | Бахчисарай        | Bağçasaray         | 27 549                   |
| Armjansk         | Армянськ          | Армянск           | Ermeni Bazar       | 23 869                   |
| Bilohirsk        | Бiлогiрськ        | Белогорск         | Qarasuvbazar       | 18 790                   |
| Sudak            | Судак             | Судак             | Sudaq              | 14 495                   |
| Prymorskyj       | Приморський       | Приморский        | Hafuz              | 14 085                   |
| Hvardijske       | Гвардiйське       | Гвардейское       | Sarabuz            | 12 795                   |
| Inkerman         | Інкерман          | Инкерман          | İnkerman           | 11 921                   |
| Tjornomorske     | Чорноморське      | Черноморское      | Aqmeçet            | 11 709                   |
| Sjtjolkine       | Щолкiне           | Щёлкино           | Şçolkino           | 11 699                   |
| Krasnohvardijske | Красногвардiйське | Красногвардейское | Qurman             | 11 112                   |
| Haspra           | Гаспра            | Гаспра            | Gaspra             | 11 027                   |
| Sovjetskyj       | Совєтський        | Советский         | İçki               | 10 933                   |
| Oktiabrske       | Октябрське        | Октябрьское       | Büyük Onlar        | 10 904                   |
| Nyzjnohirskyj    | Нижньогiрський    | Нижнегорский      | Seyitler           | 10 466                   |
| Staryj Krym      | Старий Крим       | Старый Крым       | Eski Qırım         | 10 101                   |
| Hresivskyj       | Гресiвський       | Грэсовский        | Gresovskiy         | 10 037                   |